# Australia ai Giochi della XXXIII Olimpiade
L'Australia ha preso parte ai Giochi della XXXIII Olimpiade, svoltisi a Parigi dal 26 luglio all'11 agosto 2024, con una delegazione di 483 atleti incluse le riserve, 215 uomini e 268 donne in 33 sports e in 42 discipline.
La squadra olimpica australiana ha lasciato Parigi con 53 medaglie, vincendone 18 d'oro, segnando la campagna olimpica di maggior successo del paese.

## Amministrazione
Il 24 luglio 2024, il giocatore di hockey su prato Eddie Ockenden e la canoista slalom Jessica Fox furono nominati portabandiera per guidare la cerimonia di apertura del Paese.
Il 10 agosto, il velista Matthew Wearn e la nuotatrice Kaylee McKeown, entrambi medaglia d'oro a Parigi, furono nominati portabandiera per la cerimonia di chiusura.

## Delegazione
| Sport                | Uomini | Donne | Totale |
| -------------------- | ------ | ----- | ------ |
| Arrampicata sportiva | 1      | 1     | 2      |
| Atletica leggera     | 40     | 46    | 86     |
| Badminton            | 0      | 3     | 3      |
| Beach volley         | 4      | 2     | 6      |
| Break dance          | 1      | 1     | 2      |
| Calcio               | 0      | 18    | 18     |
| Canoa/Kayak          | 8      | 7     | 15     |
| Canottaggio          | 14     | 23    | 37     |
| Ciclismo             | 14     | 13    | 27     |
| Equitazione          | 5      | 7     | 12     |
| Ginnastica           | 2      | 11    | 13     |
| Golf                 | 2      | 2     | 4      |
| Hockey su prato      | 19     | 19    | 38     |
| Judo                 | 1      | 2     | 3      |
| Lotta                | 2      | 0     | 2      |
| Nuoto                | 23     | 21    | 44     |
| Nuoto artistico      | 0      | 9     | 9      |
| Pallacanestro        | 12     | 16    | 28     |
| Pallanuoto           | 13     | 13    | 26     |
| Pentathlon moderno   | 0      | 1     | 1      |
| Pugilato             | 6      | 6     | 12     |
| Rugby a 7            | 12     | 12    | 24     |
| Skateboard           | 4      | 5     | 9      |
| Sollevamento pesi    | 1      | 2     | 3      |
| Surf                 | 2      | 2     | 4      |
| Taekwondo            | 2      | 1     | 3      |
| Tennis               | 5      | 4     | 9      |
| Tennistavolo         | 3      | 3     | 6      |
| Tiro                 | 6      | 4     | 10     |
| Tiro con l'arco      | 1      | 1     | 2      |
| Triathlon            | 2      | 2     | 4      |
| Tuffi                | 4      | 5     | 11     |
| Vela                 | 6      | 6     | 12     |
| Totale               | 215    | 268   | 483    |

## Risultati

### Arrampicata sportiva
| Atleta            | Evento         | Qualificazione | Qualificazione | Qualificazione | Qualificazione | Qualificazione | Qualificazione | Finale          | Finale          | Finale          | Finale          | Finale          | Finale          |
| Atleta            | Evento         | Boulder        | Boulder        | Lead           | Lead           | Totale         | Rank           | Boulder         | Boulder         | Lead            | Lead            | Totale          | Rank            |
| Atleta            | Evento         | Risultato      | Posizione      | Risultato      | Posizione      | Totale         | Rank           | Risultato       | Posizione       | Risultato       | Posizione       | Totale          | Rank            |
| ----------------- | -------------- | -------------- | -------------- | -------------- | -------------- | -------------- | -------------- | --------------- | --------------- | --------------- | --------------- | --------------- | --------------- |
| Campbell Harrison | Gara maschile  | 9.4            | =19º           | 14.0           | 13º            | 23.4           | 19º            | Non qualificato | Non qualificato | Non qualificato | Non qualificato | Non qualificato | Non qualificato |
| Oceania Mackenzie | Gara femminile | 79.6           | 4ª             | 45.1           | 14ª            | 124.7          | 6ª Q           | 59.7            | 3ª              | 45.1            | 7ª              | 104.8           | 7ª              |

### Atletica leggera
| Q | Qualificato al turno successivo per la posizione in qualificazione                                                           |
| q | Qualificato per il turno successivo per ripescaggio o, negli eventi su campo, conquistando la misura minima per qualificarsi |

Maschile
Eventi su pista e strada
| Atleta                                                                                    | Evento            | Batteria  | Batteria  | Ripescaggio     | Ripescaggio     | Semifinale      | Semifinale      | Finale          | Finale          |
| Atleta                                                                                    | Evento            | Risultato | Posizione | Risultato       | Posizione       | Risultato       | Posizione       | Risultato       | Posizione       |
| ----------------------------------------------------------------------------------------- | ----------------- | --------- | --------- | --------------- | --------------- | --------------- | --------------- | --------------- | --------------- |
| Joshua Azzopardi                                                                          | 100 m piani       | 10"20     | 4º        | Non qualificato | Non qualificato | Non qualificato | Non qualificato | Non qualificato | Non qualificato |
| Rohan Browning                                                                            | 100 m piani       | 10"29     | 6º        | Non qualificato | Non qualificato | Non qualificato | Non qualificato | Non qualificato | Non qualificato |
| Calab Law                                                                                 | 200 m piani       | 20"75     | 7º R      | DNS             | DNS             | Non qualificato | Non qualificato | Non qualificato | Non qualificato |
| Reece Holder                                                                              | 400 m piani       | 44"53     | 3º Q      | 44"94           | 5º              | Non qualificato | Non qualificato |                 |                 |
| Peter Bol                                                                                 | 800 m piani       | 1'47"50   | 7º R      | 1'46"12         | 4º              | Non qualificato | Non qualificato | Non qualificato | Non qualificato |
| Peyton Craig                                                                              | 800 m piani       | 1'45"81   | 3º Q      | Bye             | Bye             | 1'44"11         | 6º              | Non qualificato | Non qualificato |
| Joseph Deng                                                                               | 800 m piani       | 1'45"87   | 6º R      | 1'48"58         | 5º              | Non qualificato | Non qualificato | Non qualificato | Non qualificato |
| Olli Hoare                                                                                | 1500 m piani      | 3'39"11   | 13º R     | 3'34"00         | 5º              | Non qualificato | Non qualificato | Non qualificato | Non qualificato |
| Stewart McSweyn                                                                           | 1500 m piani      | 3'36"55   | 11º R     | 3'37"49         | 12º             | Non qualificato | Non qualificato | Non qualificato | Non qualificato |
| Adam Spencer                                                                              | 1500 m piani      | 3'37"68   | 8º R      | 3'34"45         | 6º              | Non qualificato | Non qualificato | Non qualificato | Non qualificato |
| Morgan McDonald                                                                           | 5000 m piani      | 13'52"67  | 9º        | N.D.            | N.D.            | N.D.            | N.D.            | Non qualificato | Non qualificato |
| Stewart McSweyn                                                                           | 5000 m piani      | 14'12"31  | 12º qR    | N.D.            | N.D.            | N.D.            | N.D.            | 13'31"38        | 18º             |
| Tayleb Willis                                                                             | 110 m ostacoli    | 13"63     | 5º R      | 13"67           | 5º              | Non qualificato | Non qualificato | Non qualificato | Non qualificato |
| Ben Buckingham                                                                            | 3000 m siepi      | 8'32"12   | 10º       | N.D.            | N.D.            | N.D.            | N.D.            | Non qualificato | Non qualificato |
| Matthew Clarke                                                                            | 3000 m siepi      | 8'49"85   | 11º       | N.D.            | N.D.            | N.D.            | N.D.            | Non qualificato | Non qualificato |
| Joshua Azzopardi Rohan Browning Jacob Despard Calab Law Lachlan Kennedy Sebastian Sultana | Staffetta 4x100 m | 38"12     | 6ª        | N.D.            | N.D.            | N.D.            | N.D.            | Non qualificati | Non qualificati |
| Liam Adams                                                                                | Maratona          | N.D.      | N.D.      | N.D.            | N.D.            | N.D.            | N.D.            | 2h13'33"        | 49º             |
| Brett Robinson                                                                            | Maratona          | N.D.      | N.D.      | N.D.            | N.D.            | N.D.            | N.D.            | 2h12'58"        | 45º             |
| Patrick Tiernan                                                                           | Maratona          | N.D.      | N.D.      | N.D.            | N.D.            | N.D.            | N.D.            | 2h10'34"        | 24º             |
| Rhydian Cowley                                                                            | Marcia 20 km      | N.D.      | N.D.      | N.D.            | N.D.            | N.D.            | N.D.            | 1h20'04"        | 12º             |
| Kyle Swan                                                                                 | Marcia 20 km      | N.D.      | N.D.      | N.D.            | N.D.            | N.D.            | N.D.            | 1h23'32"        | 35º             |
| Declan Tingay                                                                             | Marcia 20 km      | N.D.      | N.D.      | N.D.            | N.D.            | N.D.            | N.D.            | 1h19'56"        | 11º             |

Eventi su campo
| Atleta           | Evento                 | Qualifica | Qualifica | Finale          | Finale          |
| Atleta           | Evento                 | Misura    | Posizione | Misura          | Posizione       |
| ---------------- | ---------------------- | --------- | --------- | --------------- | --------------- |
| Connor Murphy    | Salto triplo           | 16,80 m   | 10º q     | 16,30 m         | 12º             |
| Liam Adcock      | Salto in lungo         | 7,56 m    | 27º       | Non qualificato | Non qualificato |
| Chris Mitrevski  | Salto in lungo         | 7,79 m    | 18º       | Non qualificato | Non qualificato |
| Joel Baden       | Salto in alto          | 2,15 m    | 27º       | Non qualificato | Non qualificato |
| Yual Reath       | Salto in alto          | 2,20 m    | 23º       | Non qualificato | Non qualificato |
| Brendon Starc    | Salto in alto          | 2,24 m    | 13º       | Non qualificato | Non qualificato |
| Kurtis Marschall | Salto con l'asta       | 5,70 m    | =11º q    | 5,85 m          | 6º              |
| Matthew Denny    | Lancio del disco       | 66,83 m   | 2º Q      | 69,31 m         | Bronzo          |
| Cameron McEntyre | Lancio del giavellotto | 81,18 m   | 16º       | Non qualificato | Non qualificato |

Eventi multipli
| Atleta           | Evento    | 100 m | Lungo  | Peso    | Alto   | 400 m | 110 ost. | Disco   | Asta   | Giav.   | 1500 m  | Punteggio totale | Pos. |
| ---------------- | --------- | ----- | ------ | ------- | ------ | ----- | -------- | ------- | ------ | ------- | ------- | ---------------- | ---- |
| Daniel Golubovic | Decathlon | 11"32 | 6,60 m | 13,89 m | 1,93 m | 50"37 | 15"15    | 44.65 m | 4,60 m | 59,33 m | 4'39"02 | 7566             | 19   |
| Ashley Moloney   | Decathlon | 10"56 | 7,05 m | 13,40 m | DNF    | DNF   | DNF      | DNF     | DNF    | DNF     | DNF     | DNF              | DNF  |

Femminile
Eventi su pista e strada
| Atleta                                                                                 | Evento            | Batteria  | Batteria  | Ripescaggio | Ripescaggio | Semifinale      | Semifinale      | Finale          | Finale          |
| Atleta                                                                                 | Evento            | Risultato | Posizione | Risultato   | Posizione   | Risultato       | Posizione       | Risultato       | Posizione       |
| -------------------------------------------------------------------------------------- | ----------------- | --------- | --------- | ----------- | ----------- | --------------- | --------------- | --------------- | --------------- |
| Ella Connolly                                                                          | 100 m piani       | 11"29     | 6ª        | N.D.        | N.D.        | Non qualificata | Non qualificata | Non qualificata | Non qualificata |
| Bree Masters                                                                           | 100 m piani       | 11"26     | 3ª Q      | N.D.        | N.D.        | 11"34           | 7ª              | Non qualificata | Non qualificata |
| Mia Gross                                                                              | 200 m piani       | 23"36     | 6ª R      | 23"34       | 4ª          | Non qualificata | Non qualificata | Non qualificata | Non qualificata |
| Torrie Lewis                                                                           | 200 m piani       | 22.89     | 4ª R      | 23.08       | 1ª Q        | 22.92           | 7ª              | Non qualificata | Non qualificata |
| Ellie Beer                                                                             | 400 m piani       | 51"47     | 5ª R      | 51"65       | 4ª          | Non qualificata | Non qualificata | Non qualificata | Non qualificata |
| Abbey Caldwell                                                                         | 800 m piani       | 1'58"49   | 5ª R      | 2'00"07     | 1ª Q        | 1'58"52         | 5ª              | Non qualificata | Non qualificata |
| Catriona Bisset                                                                        | 800 m piani       | 2'01"60   | 7ª R      | 2'02"35     | 3ª          | Non qualificata | Non qualificata | Non qualificata | Non qualificata |
| Claudia Hollingsworth                                                                  | 800 m piani       | 1'58"77   | 2ª Q      | Bye         | Bye         | 2'01"51         | 7ª              | Non qualificata | Non qualificata |
| Georgia Griffith                                                                       | 1500 m piani      | 3'59"22   | 4ª Q      | Bye         | Bye         | 4'02"69         | 9ª              | Non qualificata | Non qualificata |
| Linden Hall                                                                            | 1500 m piani      | 4'03"89   | 8ª R      | 4'09"05     | 8ª          | Non qualificata | Non qualificata | Non qualificata | Non qualificata |
| Jessica Hull                                                                           | 1500 m piani      | 4'02"70   | 2ª Q      | Bye         | Bye         | 3'55"40         | 2ª Q            | 3'52"56         | Argento         |
| Isobel Batt-Doyle                                                                      | 5000 m piani      | 15'03"64  | 9ª        | N.D.        | N.D.        | N.D.            | N.D.            | Non qualificata | Non qualificata |
| Rose Davies                                                                            | 5000 m piani      | 15'00"86  | 3ª Q      | N.D.        | N.D.        | N.D.            | N.D.            | 14'49"67        | 11ª             |
| Lauren Ryan                                                                            | 5000 m piani      | 15'29"35  | 13ª       | N.D.        | N.D.        | N.D.            | N.D.            | Non qualificata | Non qualificata |
| Lauren Ryan                                                                            | 10000 m piani     | N.D.      | N.D.      | N.D.        | N.D.        | N.D.            | N.D.            | 31'13"25        | 13ª             |
| Liz Clay                                                                               | 100 m ostacoli    | 12"94     | 4ª R      | 12"99       | 5ª          | Non qualificata | Non qualificata | Non qualificata | Non qualificata |
| Michelle Jenneke                                                                       | 100 m ostacoli    | 20"85     | 8ª R      | 13"86       | 7ª          | Non qualificata | Non qualificata | Non qualificata | Non qualificata |
| Celeste Mucci                                                                          | 100 m ostacoli    | 13"05     | 7ª R      | 13"00       | 5ª          | Non qualificata | Non qualificata | Non qualificata | Non qualificata |
| Sarah Carli                                                                            | 400 m ostacoli    | 55"92     | 6ª R      | 55"12       | 4ª          | Non qualificata | Non qualificata | Non qualificata | Non qualificata |
| Alanah Yukich                                                                          | 400 m ostacoli    | 55"46     | 7ª R      | 55"11       | =2ª Q       | 55"49           | 7ª              | Non qualificata | Non qualificata |
| Amy Cashin                                                                             | 3000 m siepi      | 9'32"93   | 9ª        | N.D.        | N.D.        | N.D.            | N.D.            | Non qualificata | Non qualificata |
| Cara Feain-Ryan                                                                        | 3000 m siepi      | 9'28"72   | 11ª       | N.D.        | N.D.        | N.D.            | N.D.            | Non qualificata | Non qualificata |
| Ella Connolly Kristie Edwards Ebony Lane Torrie Lewis Bree Masters Aleksandra Stoilova | Staffetta 4x100 m | 42"75     | 4ª        | N.D.        | N.D.        | N.D.            | N.D.            | Non qualificate | Non qualificate |
| Sinead Diver                                                                           | Maratona          | N.D.      | N.D.      | N.D.        | N.D.        | N.D.            | N.D.            | dnf             | dnf             |
| Genevieve Gregson                                                                      | Maratona          | N.D.      | N.D.      | N.D.        | N.D.        | N.D.            | N.D.            | 2h29'56"        | 24ª             |
| Jessica Stenson                                                                        | Maratona          | N.D.      | N.D.      | N.D.        | N.D.        | N.D.            | N.D.            | 2h26'45"        | 13ª             |
| Rebecca Henderson                                                                      | Marcia 20 km      | N.D.      | N.D.      | N.D.        | N.D.        | N.D.            | N.D.            | 1h34'22"        | 31ª             |
| Jemima Montag                                                                          | Marcia 20 km      | N.D.      | N.D.      | N.D.        | N.D.        | N.D.            | N.D.            | 1h26'25"        | Bronzo          |
| Olivia Sandery                                                                         | Marcia 20 km      | N.D.      | N.D.      | N.D.        | N.D.        | N.D.            | N.D.            | DNF             | DNF             |

Eventi su campo
| Atleta              | Evento                 | Qualifica | Qualifica | Finale          | Finale          |
| Atleta              | Evento                 | Misura    | Posizione | Misura          | Posizione       |
| ------------------- | ---------------------- | --------- | --------- | --------------- | --------------- |
| Brooke Buschkuehl   | Salto in lungo         | 6,31 m    | 25ª       | Non qualificata | Non qualificata |
| Nicola Olyslagers   | Salto in alto          | 1,95 m    | =1ª q     | 2,00 m          | Argento         |
| Eleanor Patterson   | Salto in alto          | 1,95 m    | 3ª q      | 1,95 m          | Bronzo          |
| Nina Kennedy        | Salto con l'asta       | 4,55 m    | =1ª q     | 4,90 m          | Oro             |
| Taryn Gollshewsky   | Lancio del disco       | 62,36 m   | 15ª       | Non qualificata | Non qualificata |
| Stephanie Ratcliffe | Lancio del martello    | 70,07 m   | 15ª       | Non qualificata | Non qualificata |
| Kelsey-Lee Barber   | Lancio del giavellotto | 57,73 m   | 26ª       | Non qualificata | Non qualificata |
| Mackenzie Little    | Lancio del giavellotto | 62,82 m   | 6ª Q      | 60,32 m         | 12ª             |
| Kathryn Mitchell    | Lancio del giavellotto | 62,40 m   | 8ª Q      | 62,63 m         | 7ª              |

Eventi multipli
| Atleta              | Evento    | 100 ost. | Alto   | Peso    | 200 m | Lungo  | Giav.   | 800 m   | Punteggio totale | Pos. |
| ------------------- | --------- | -------- | ------ | ------- | ----- | ------ | ------- | ------- | ---------------- | ---- |
| Camryn Newton-Smith | Eptathlon | 13"46    | 1,80 m | 13,89 m | 24"76 | 5,78 m | 44,77 m | 2'24"63 | 5982             | 19ª  |
| Tori West           | Eptathlon | 13"62    | 1,68 m | 12,81 m | 24"73 | 5,41 m | 48,79 m | 2'20"97 | 5848             | 20ª  |

Misti
Eventi su pista e strada
| Atleti                          | Evento                         | Finale    | Finale    |
| Atleti                          | Evento                         | Risultato | Posizione |
| ------------------------------- | ------------------------------ | --------- | --------- |
| Jemima Montag Rhydian Cowley    | Maratona di marcia a staffetta | 2h51'38"  | Bronzo    |
| Rebecca Henderson Declan Tingay | Maratona di marcia a staffetta | 3h09'21"  | 22ª       |

### Badminton

#### Singolo
| Atleta     | Evento            | Girone                     | Girone                      | Girone | Ottavi               | Quarti               | Semifinale           | Finale / FB          | Finale / FB     |
| Atleta     | Evento            | Avversario Punteggio       | Avversario Punteggio        | Pos.   | Avversario Punteggio | Avversario Punteggio | Avversario Punteggio | Avversario Punteggio | Pos.            |
| ---------- | ----------------- | -------------------------- | --------------------------- | ------ | -------------------- | -------------------- | -------------------- | -------------------- | --------------- |
| Tiffany Ho | Singolo femminile | Zhang (USA) S (9–21, 4–21) | Nguyễn (VIE) S (6–21, 3–21) | 3ª     | Non qualificata      | Non qualificata      | Non qualificata      | Non qualificata      | Non qualificata |

#### Doppio
| Atleta                   | Evento           | Girone                                   | Girone                            | Girone                                   | Girone | Quarti               | Semifinale           | Finale / FB          | Finale / FB     |
| Atleta                   | Evento           | Avversario Punteggio                     | Avversario Punteggio              | Avversario Punteggio                     | Pos.   | Avversario Punteggio | Avversario Punteggio | Avversario Punteggio | Pos.            |
| ------------------------ | ---------------- | ---------------------------------------- | --------------------------------- | ---------------------------------------- | ------ | -------------------- | -------------------- | -------------------- | --------------- |
| Setyana Mapasa Angela Yu | Doppio femminile | Matsuyama / Shida (JPN) S (18–21, 14–21) | Kim / Kong (KOR) S (12–21, 17–21) | Crasto / Ponnappa (IND) S (21–15, 21–10) | 3ª     | Non qualificate      | Non qualificate      | Non qualificate      | Non qualificate |

### Beach volley
| Thomas Hodges Zachery Schubert           | Maschile  | Bryl / Łosiak (POL) S (16–21, 16–21)    | Ehlers / Wickler (DEU) S (21–16, 18–21, 17-19) | Bassereau / Lyneel (FRA) V (21–16, 22–20)        | 3ª   | Evans / Budinger (USA) S (19–21, 17–21) | Non qualificati                                 | Non qualificati                                  | Non qualificati                                     | Non qualificati                            | 17ª |
| Mark Nicolaidis Izac Carracher           | Maschile  | Åhman / Hellvig (SWE) S (14–21, 19–21)  | Cottafava / Nicolai (ITA) S (19–21, 18–21)     | Younousse / Tijan (QAT) S (14–21, 18–21)         | 4ª   | Non qualificati                         | Non qualificati                                 | Non qualificati                                  | Non qualificati                                     | Non qualificati                            | 19ª |
| Mariafe Artacho del Solar Taliqua Clancy | Femminile | Xia / Xue (CHN) V (22–20, 14–21, 16-14) | Nuss / Kloth (USA) S (16–21, 16–21)            | Bansley / Bukovec (CAN)</small< V (21–10, 21–16) | 2ª Q | Bye                                     | Solberg Salgado / Seixas (BRA) V (24–22, 21–14) | Böbner / Vergé-Dépré (CHE) V (21–19,16–21,15–12) | Santos Lisboa / Ramos (BRA) S (22–20, 15–21, 12-15) | Hüberli / Betschart (CHE) S (17–21, 15–21) | 4ª  |

### Break dance
| Atleta        | Nome d'arte | Evento  | Qualificazioni | Qualificazioni | Quarti di finale     | Semifinale           | Finale / Finale per il bronzo | Finale / Finale per il bronzo |                 |
| Atleta        | Nome d'arte | Evento  | Punti          | Posizione      | Avversario Risultato | Avversario Risultato | Avversario Risultato          | Posizione                     |                 |
| ------------- | ----------- | ------- | -------------- | -------------- | -------------------- | -------------------- | ----------------------------- | ----------------------------- | --------------- |
| Jeffrey Dunne | J Attack    | B-Boys  | 0              | 4ª             | non qualificato      | non qualificato      | non qualificato               | non qualificato               | non qualificato |
| Rachael Gunn  | Raygun      | B-Girls | 0              | 4ª             | non qualificata      | non qualificata      | non qualificata               | non qualificata               | non qualificata |

### Calcio
| Squadra             | Torneo    | Girone               | Girone               | Girone               | Girone | Quarti               | Semifinali           | Finale               | Pos. |
| Squadra             | Torneo    | Avversario Risultato | Avversario Risultato | Avversario Risultato | Pos.   | Avversario Risultato | Avversario Risultato | Avversario Risultato | Pos. |
| ------------------- | --------- | -------------------- | -------------------- | -------------------- | ------ | -------------------- | -------------------- | -------------------- | ---- |
| Nazionale femminile | Femminile | Germania S 0–3       | Zambia V 6–5         | Stati Uniti S 1–2    | 3ª     | Non qualificata      | Non qualificata      | Non qualificata      | 9ª   |

### Canoa/kayak

#### Velocità
| Atleta                                                             | Evento    | Batteria | Batteria   | Quarti di finale | Quarti di finale | Semifinale      | Semifinale      | Finale          | Finale          |
| Atleta                                                             | Evento    | Tempo    | Classifica | Tempo            | Classifica       | Tempo           | Classifica      | Tempo           | Classifica      |
| ------------------------------------------------------------------ | --------- | -------- | ---------- | ---------------- | ---------------- | --------------- | --------------- | --------------- | --------------- |
| Thomas Green                                                       | K1 1000 m | 3'39"49  | 2º SF      | Bye              | Bye              | 3'24"61         | 3º FA           | 3'28"36         | 7º              |
| Jean van der Westhuyzen                                            | K1 1000 m | 3'46"19  | 3º QF      | 3'46"10          | 1º SF            | 3'28"29         | 8º FB           | 3'26"96         | 11º             |
| Riley Fitzsimmons Jordan Wood                                      | K2 1000 m | 3'18"45  | 3º QF      | 3'10"62          | 1º SF            | 3'21"86         | 6º FB           | 3'24"76         | 13º             |
| Thomas Green Jean van der Westhuyzen                               | K2 1000 m | 3'08"77  | 1º SF      | Bye              | Bye              | 3'17"08         | 1º FA           | 3'15"28         | Oro             |
| Riley Fitzsimmons Murray Stewart Lachlan Tame Jordan Wood          | K4 500 m  | 1'22"66  | 2º SF      | -                | -                | 1'24"87         | 2º FA           | 1'25"03         | 6º              |
| Josephine Bulmer                                                   | C1 200 m  | 53"36    | 6º QF      | 51"47            | 7º               | non qualificata | non qualificata | non qualificata | non qualificata |
| Bernadette Wallace                                                 | C1 200 m  | 48"21    | 5º QF      | 48"33            | 4º               | non qualificata | non qualificata | non qualificata | non qualificata |
| Josephine Bulmer Bernadette Wallace                                | C2 500 m  | 2'11"32  | 7º QF      | 2'11"18          | 5º FB            | non disputata   | non disputata   | 2'05"70         | 13º             |
| Alyssa Bull                                                        | K1 500 m  | 1'49"42  | 3º SF      | Bye              | Bye              | 1'54"04         | 4º FB           | 1'56"80         | 8º              |
| Alyce Wood                                                         | K1 500 m  | 1'48"57  | 2º SF      | Bye              | Bye              | 1'53"08         | 2º FA           | 1'57"25         | 8º              |
| Jo Brigden-Jones Jaime Roberts                                     | K2 500 m  | 1'52"10  | 5º QF      | 1'50"33          | 4º SF            | 1'42"09         | 8º FB           | 1'41"07         | 13º             |
| Alyssa Bull Alyce Wood                                             | K2 500 m  | 1'45"50  | 3º QF      | 1'47"06          | 2º SF            | 1'37"11         | 2º FA           | 1'37"41         | 5º              |
| Jo Brigden-Jones Catherine McArthur Shannon Reynolds Jaime Roberts | K4 500 m  | 1'37"41  | 4º QF      | 1'37"60          | 5º SF            | 1'38"17         | 4º FA           | 1'37"80         | 7º              |

#### Slalom
| Atleta           | Evento       | Qualificazioni | Qualificazioni | Qualificazioni | Qualificazioni | Qualificazioni | Qualificazioni | Semifinali | Semifinali | Semifinali | Finale   | Finale | Finale    |
| Atleta           | Evento       | 1ª manche      | Pos.           | 2ª manche      | Pos.           | Migliore       | Posizione      | Penalità   | Tempo      | Posizione  | Penalità | Tempo  | Posizione |
| ---------------- | ------------ | -------------- | -------------- | -------------- | -------------- | -------------- | -------------- | ---------- | ---------- | ---------- | -------- | ------ | --------- |
| Tristan Carter   | C1 maschile  | 94"19          | 9º             | 103"87         | 14º            | 94"19          | 9º Q           | 0"         | 99"45      | 8º Q       | 2"       | 100"73 | 9º        |
| Timothy Anderson | K1 maschile  | 88"37          | 11ª            | 85"78          | 5ª             | 85"78          | 5ª Q           | 2"         | 94"95      | 10ª Q      | 2"       | 88"90  | 8ª        |
| Jessica Fox      | C1 femminile | 100"50         | 2º             | 103"10         | 1º             | 100"50         | 2º Q           | 0"         | 110"59     | 1º Q       | 4"       | 105"04 | Oro       |
| Jessica Fox      | K1 femminile | 95"20          | 2ª             | 92"18          | 1ª             | 92"18          | 1ª Q           | 2"         | 102"38     | 8ª Q       | 0        | 96"08  | Oro       |

Kayak cross
| Atleta           | Evento            | Qualificazione | Posizione | Primo turno | Ripescaggio | Batterie  | Quarti di finale | Semifinale      | Finale          |                 |
| Atleta           | Evento            | Qualificazione | Posizione | Posizione   | Posizione   | Posizione | Posizione        | Posizione       | Posizione       |                 |
| ---------------- | ----------------- | -------------- | --------- | ----------- | ----------- | --------- | ---------------- | --------------- | --------------- | --------------- |
| Timothy Anderson | K Cross maschile  | 71.41          | 20º       | 1º Q        | Bye         | 1º Q      | 3º               | non qualificato | non qualificato | non qualificato |
| Tristan Carter   | K Cross maschile  | 72.94          | 22º       | 4º R        | 1º Q        | 2º Q      | 4º               | non qualificato | non qualificato |                 |
| Jessica Fox      | K Cross femminile | 70.84          | 2ª        | 2ª Q        | Bye         | 4ª        | non qualificata  | non qualificata | non qualificata |                 |
| Noemie Fox       | K Cross femminile | 73.09          | 8ª        | 1ª Q        | Bye         | 1ª Q      | 1ª SF            | 1ª F            | Oro             |                 |

### Canottaggio
| FA   | Qualificato in finale A (per le medaglie)     |
| FB   | Qualificato in finale B (non per le medaglie) |
| FC   | Qualificato in finale C (non per le medaglie) |
| FD   | Qualificato in finale D (non per le medaglie) |
| FE   | Qualificato in finale E (non per le medaglie) |
| FF   | Qualificato in finale F (non per le medaglie) |
| SA/B | Semifinali A/B                                |
| SC/D | Semifinali C/D                                |
| SE/F | Semifinali E/F                                |
| QF   | Qualificato ai quarti di finale               |
| R    | Ripescaggio                                   |

Maschile
| Atleta | Evento  | Batteria | Batteria  | Ripescaggio | Ripescaggio | Semifinali      | Semifinali      | Finale          | Finale          |
| Atleta | Evento  | Tempo    | Posizione | Tempo       | Posizione   | Tempo           | Posizione       | Tempo           | Posizione       |
| --- | ------- | -------- | --------- | ----------- | ----------- | --------------- | --------------- | --------------- | --------------- |
| Patrick Holt Simon Keenan | 2 senza | 6'36"71  | 4º R      | 6'53"40     | 4º          | non qualificati | non qualificati | non qualificati | non qualificati |
| Fergus Hamilton Alexander Hill Timothy Masters Jack Robertson | 4 senza | 6'06"84  | 2º FA     | Bye         | Bye         | N.D.            | N.D.            | 6'00"35         | 6º              |
| Ben Canham Angus Dawson Jack Hargreaves Joshua Hicks Joseph O'Brien Alexander Purnell Spencer Turrin Angus Widdicombe Kendall Brodie (tim.) Jackson Kench (Riserva) | 8       | 5'42"07  | 2º R      | 5'31"50     | 4º FA       | N.D.            | N.D.            | 5'31"79         | 6º              |

Femminile
| Atleta | Evento      | Batteria | Batteria  | Ripescaggio | Ripescaggio | Quarti di finale | Quarti di finale | Semifinali | Semifinali | Finale  | Finale    |
| Atleta | Evento      | Tempo    | Posizione | Tempo       | Posizione   | Tempo            | Posizione        | Tempo      | Posizione  | Tempo   | Posizione |
| --- | ----------- | -------- | --------- | ----------- | ----------- | ---------------- | ---------------- | ---------- | ---------- | ------- | --------- |
| Tara Rigney | Singolo     | 7'30"71  | 1º QF     | Bye         | Bye         | 7'30"57          | 1º SA/B          | 7'23"58    | 2º FA      | 7'21"38 | 4º        |
| Annabelle McIntyre Jessica Morrison | 2 senza     | 7'16"58  | 1º SA/B   | Bye         | Bye         | N.D.             | N.D.             | 7'14"14    | 1º FA      | 7'03"54 | Bronzo    |
| Amanda Bateman Harriet Hudson | 2 di coppia | 6'49"21  | 2º SA/B   | Bye         | Bye         | N.D.             | N.D.             | 6'52"69    | 4º FB      | 6'47"66 | 7º        |
| COlympia Aldersey Lily Alton Molly Goodman Jean Mitchell                                                                                                   | 4 senza     | 6'59"86  | 4º R      | 6'43"70     | 1º FB       | N.D.             | N.D.             | N.D.       | N.D.       | 6'39"28 | 9º        |
| Caitlin Cronin Laura Gourley Rowena Meredith Ria Thompson Kathryn Rowan (Riserva)                                                                          | 4 di coppia | 6'25"88  | 5º R      | 6'32"65     | 3º FB       | N.D.             | N.D.             | N.D.       | N.D.       | 6'30"85 | 8º        |
| Paige Barr Bronwyn Cox Sarah Hawe Giorgia Patten Georgina Rowe Lucy Stephan Jacqueline Swick Katrina Werry Hayley Verbunt (tim.) Samantha Morton (Riserva) | 8           | 6'18"61  | 2º R      | 6'06"09     | 3º FA       | N.D.             | N.D.             | N.D.       | N.D.       | 6'00"73 | 4º        |

### Ciclismo

#### Ciclismo su strada
Maschile
| Atleta           | Evento         | Tempo    | Posizione |
| ---------------- | -------------- | -------- | --------- |
| Simon Clarke     | Corsa in linea | 6h23'16" | 32º       |
| Michael Matthews | Corsa in linea | 6h21'47" | 15º       |
| Ben O'Connor     | Corsa in linea | 6h26'57" | 51º       |
| Luke Plapp       | Cronometro     | ritirato | ritirato  |

Femminile
| Atleta              | Evento         | Tempo    | Posizione |
| ------------------- | -------------- | -------- | --------- |
| Grace Brown         | Corsa in linea | 4h04'23" | 23ª       |
| Grace Brown         | Cronometro     | 39'38"24 | Oro       |
| Lauretta Hanson     | Corsa in linea | 4h04'23" | 22ª       |
| Ruby Roseman-Gannon | Corsa in linea | 4h07'12" | 39ª       |

#### Ciclismo su pista
Maschile
| Atleti                                                   | Evento                 | Qualificazione | Qualificazione | Semifinale                | Semifinale | Finale                           | Finale |
| Atleti                                                   | Evento                 | Tempo          | Pos.           | Avversari Risultato       | Pos.       | Avversari Risultato              | Pos.   |
| -------------------------------------------------------- | ---------------------- | -------------- | -------------- | ------------------------- | ---------- | -------------------------------- | ------ |
| Oliver Bleddyn Kelland O'Brien Connor Leahy Sam Welsford | Inseguimento a squadre | 3'42"958       | 2º Q           | Italia (ITA) V (3'40"700) | 1º         | Gran Bretagna (GBR) V (3'42"067) | Oro    |

| Atleta       | Evento | Scratch race | Scratch race | Corsa a tempo | Corsa a tempo | Corsa a eliminazione | Corsa a eliminazione | Corsa a punti | Corsa a punti | Punti totali | Classifica |
| Atleta       | Evento | Posizione    | Punti        | Posizione     | Punti         | Posizione            | Punti                | Posizione     | Punti         | Punti totali | Classifica |
| ------------ | ------ | ------------ | ------------ | ------------- | ------------- | -------------------- | -------------------- | ------------- | ------------- | ------------ | ---------- |
| Sam Welsford | Omnium | 14º          | 14           | 18º           | 6             | 5º                   | 32                   | 14º           | 0             | 52           | 14º        |

| Atleta                       | Evento    | Punti | Giri | Posizione |
| ---------------------------- | --------- | ----- | ---- | --------- |
| Kelland O'Brien Sam Welsford | Americana | -49   | -60  | 13º       |

Femminile
| Atlete                                                                 | Evento                 | Qualificazione | Qualificazione | Semifinale                 | Semifinale | Finale                                      | Finale |
| Atlete                                                                 | Evento                 | Tempo          | Pos.           | Avversarie Risultato       | Pos.       | Avversarie Risultato                        | Pos.   |
| ---------------------------------------------------------------------- | ---------------------- | -------------- | -------------- | -------------------------- | ---------- | ------------------------------------------- | ------ |
| Georgia Baker Alexandra Manly Sophie Edwards Maeve Plouffe Chloe Moran | Inseguimento a squadre | 4'08"612       | 6º Q           | Francia (FRA) S (4'09"975) | 7º         | Finale 7/8º posto Canada (CAN) V (4'11"548) | 7º     |

| Atleta        | Evento | Scratch race | Scratch race | Corsa a tempo | Corsa a tempo | Corsa a eliminazione | Corsa a eliminazione | Corsa a punti | Corsa a punti | Punti totali | Classifica |
| Atleta        | Evento | Posizione    | Punti        | Posizione     | Punti         | Posizione            | Punti                | Posizione     | Punti         | Punti totali | Classifica |
| ------------- | ------ | ------------ | ------------ | ------------- | ------------- | -------------------- | -------------------- | ------------- | ------------- | ------------ | ---------- |
| Georgia Baker | Omnium | 3ª           | 36           | 4ª            | 34            | 2ª                   | 38                   | 20ª           | 0             | 108          | 5ª         |

| Atlete                        | Evento    | Punti | Giri | Posizione |
| ----------------------------- | --------- | ----- | ---- | --------- |
| Georgia Baker Alexandra Manly | Americana | 6     | 0    | 9ª        |

| Atleta          | Evento   | Qualificazione        | Qualificazione | Primo turno                             | Ripescaggio 1                    | Secondo turno                    | Ripescaggio 2                     | Terzo turno                      | Ripescaggio 3                       | Quarti di finale                 | Semifinale                       | Finale                           | Finale          |
| Atleta          | Evento   | Tempo Velocità (km/h) | Posizione      | Avversaria Tempo Velocità (km/h)        | Avversaria Tempo Velocità (km/h) | Avversaria Tempo Velocità (km/h) | Avversaria Tempo Velocità (km/h)  | Avversaria Tempo Velocità (km/h) | Avversaria Tempo Velocità (km/h)    | Avversaria Tempo Velocità (km/h) | Avversaria Tempo Velocità (km/h) | Avversaria Tempo Velocità (km/h) | Posizione       |
| --------------- | -------- | --------------------- | -------------- | --------------------------------------- | -------------------------------- | -------------------------------- | --------------------------------- | -------------------------------- | ----------------------------------- | -------------------------------- | -------------------------------- | -------------------------------- | --------------- |
| Kristina Clonan | Velocità | 10"310 69.835 km/h    | 11ª            | van der Peet (NLD) V 10"980 65.574 km/h | N.D.                             | Hinze (DEU) S 10"973             | Kouamé (FRA) V 10"804 66.642 km/h | Finucane (GBR) S 11'207          | Mitchell (CAN) Sato (JPN) 'S 10"908 | non qualificata                  | non qualificata                  | non qualificata                  | non qualificata |
| Chloe Moran     | Velocità | 11"112 64.795 km/h    | 27ª            | non qualificata                         | non qualificata                  | non qualificata                  | non qualificata                   | non qualificata                  | non qualificata                     | non qualificata                  | non qualificata                  | non qualificata                  | non qualificata |

| Atleta          | Evento           | Primo turno | Ripescaggio | Quarti di finale | Semifinale      | Finale          |
| Atleta          | Evento           | Posizione   | Posizione   | Posizione        | Posizione       | Posizione       |
| --------------- | ---------------- | ----------- | ----------- | ---------------- | --------------- | --------------- |
| Kristina Clonan | Keirin femminile | 4ª R        | 1ª Q        | 6ª               | non qualificata | non qualificata |
| Chloe Moran     | Keirin femminile | 6ª R        | 4ª          | non qualificata  | non qualificata | non qualificata |

#### Mountain bike
Femminile
| Atleta            | Evento        | Tempo   | Classifica |
| ----------------- | ------------- | ------- | ---------- |
| Rebecca Henderson | Cross-country | 1h32'44 | 13ª        |

#### BMX
Maschile
| Atleta       | Evento        | Qualifica | Qualifica | Qualifica | Qualifica | Finale    | Finale    | Finale    |
| Atleta       | Evento        | 1ª Manche | 2ª Manche | Media     | Posizione | 1ª Manche | 2ª Manche | Posizione |
| ------------ | ------------- | --------- | --------- | --------- | --------- | --------- | --------- | --------- |
| Logan Martin | BMX freestyle | 88.56     | 90.22     | 89.39     | 3 Q       | 64.40     | 33.40     | 9         |

| Atleta        | Evento | Quarti di finale | Quarti di finale | Quarti di finale | Quarti di finale | Quarti di finale | Quarti di finale | Quarti di finale | Quarti di finale | Ripescaggio | Ripescaggio | Semifinale | Semifinale | Semifinale | Semifinale | Semifinale | Semifinale | Semifinale | Semifinale | Finale   | Finale    |
| Atleta        | Evento | 1ª Manche        | 1ª Manche        | 2ª Manche        | 2ª Manche        | 3ª Manche        | 3ª Manche        | Punti            | Classifica       | Tempo       | Posizione   | 1ª Manche  | 1ª Manche  | 2ª Manche  | 2ª Manche  | 3ª Manche  | 3ª Manche  | Punti      | Classifica | Tempo    | Posizione |
| Atleta        | Evento | Tempo            | Posizione        | Tempo            | Posizione        | Tempo            | Posizione        | Punti            | Classifica       | Tempo       | Posizione   | Tempo      | Posizione  | Tempo      | Posizione  | Tempo      | Posizione  | Punti      | Classifica | Tempo    | Posizione |
| ------------- | ------ | ---------------- | ---------------- | ---------------- | ---------------- | ---------------- | ---------------- | ---------------- | ---------------- | ----------- | ----------- | ---------- | ---------- | ---------- | ---------- | ---------- | ---------- | ---------- | ---------- | -------- | --------- |
| Izaac Kennedy | BMX    | 32"750           | 5º               | 31"878           | 2º               | 31"835           | 1º               | 8                | 6º Q             | Bye         | Bye         | 31"985     | 2º         | 33"107     | 4º         | 32"934     | 7º         | 13         | 8º         | ritirato | ritirato  |

Femminile
| Atleta        | Evento        | Qualifica | Qualifica | Qualifica | Qualifica | Finale    | Finale    | Finale    |
| Atleta        | Evento        | 1ª Manche | 2ª Manche | Media     | Posizione | 1ª Manche | 2ª Manche | Posizione |
| ------------- | ------------- | --------- | --------- | --------- | --------- | --------- | --------- | --------- |
| Natalya Diehm | BMX freestyle | 81.66     | 86.12     | 83.89     | 8ª Q      | 88.80     | 87.70     | Bronzo    |

| Atleta          | Evento | Quarti di finale | Quarti di finale | Quarti di finale | Quarti di finale | Quarti di finale | Quarti di finale | Quarti di finale | Quarti di finale | Ripescaggio | Ripescaggio | Semifinale | Semifinale | Semifinale | Semifinale | Semifinale | Semifinale | Semifinale | Semifinale | Finale          | Finale          |
| Atleta          | Evento | 1ª Manche        | 1ª Manche        | 2ª Manche        | 2ª Manche        | 3ª Manche        | 3ª Manche        | Punti            | Classifica       | Tempo       | Posizione   | 1ª Manche  | 1ª Manche  | 2ª Manche  | 2ª Manche  | 3ª Manche  | 3ª Manche  | Punti      | Classifica | Tempo           | Posizione       |
| Atleta          | Evento | Tempo            | Posizione        | Tempo            | Posizione        | Tempo            | Posizione        | Punti            | Classifica       | Tempo       | Posizione   | Tempo      | Posizione  | Tempo      | Posizione  | Tempo      | Posizione  | Punti      | Classifica | Tempo           | Posizione       |
| --------------- | ------ | ---------------- | ---------------- | ---------------- | ---------------- | ---------------- | ---------------- | ---------------- | ---------------- | ----------- | ----------- | ---------- | ---------- | ---------- | ---------- | ---------- | ---------- | ---------- | ---------- | --------------- | --------------- |
| Lauren Reynolds | BMX    | 35"952           | 7º               | 35"564           | 7º               | 35"589           | 6º               | 10               | 9º Q             | Bye         | Bye         | 35"814     | 3º         | 35"917     | 4º         | 52"185     | 8º         | 15         | 10º        | non qualificata | non qualificata |
| Saya Sakakibara | BMX    | 34"549           | 1º               | 34"376           | 1º               | 34"515           | 1º               | 3                | 1º Q             | Bye         | Bye         | 34"162     | 1º         | 34"847     | 1º         | 34"189     | 1º         | 3          | 1º         | 34"231          | Oro             |

### Equitazione

#### Dressage
| Atleta                                     | Cavallo                          | Evento      | Grand Prix | Grand Prix | Grand Prix Special | Grand Prix Special | Grand Prix Freestyle | Grand Prix Freestyle | Punteggio complessivo | Punteggio complessivo |
| Atleta                                     | Cavallo                          | Evento      | Punteggio  | Classifica | Punteggio          | Classifica         | Tecnica              | Artistico            | Punteggio             | Classifica            |
| ------------------------------------------ | -------------------------------- | ----------- | ---------- | ---------- | ------------------ | ------------------ | -------------------- | -------------------- | --------------------- | --------------------- |
| Jayden Brown                               | Quincy B                         | Individuale | 68.991     | 7          | N.D.               | N.D.               | non qualificato      | non qualificato      | non qualificato       | non qualificato       |
| William Matthew                            | Mysterious Star                  | Individuale | 69.953     | 7          | N.D.               | N.D.               | non qualificato      | non qualificato      | non qualificato       | non qualificato       |
| Simone Pearce                              | Destano                          | Individuale | 70.171     | 6          | N.D.               | N.D.               | non qualificato      | non qualificato      | non qualificato       | non qualificato       |
| Jayden Brown William Matthew Simone Pearce | Quincy B Mysterious Star Destano | A squadre   | 209.151    | 10 Q       | 207.203            | 10                 | N.D.                 | N.D.                 | N.D.                  | N.D.                  |

Qualification Legend: Q = Qualified for the final based on position in group; q = Qualified for the final based on overall position

#### Concorso completo
| Atleta                                             | Cavallo                                                    | Gara        | Dressage | Dressage  | Cross-country | Cross-country | Cross-country | Salto ostacoli  | Salto ostacoli  | Salto ostacoli  | Salto ostacoli  | Salto ostacoli  | Salto ostacoli  |
| Atleta                                             | Cavallo                                                    | Gara        | Dressage | Dressage  | Cross-country | Cross-country | Cross-country | Qualificazione  | Qualificazione  | Qualificazione  | Finale          | Finale          | Finale          |
| Atleta                                             | Cavallo                                                    | Gara        | Penalità | Posizione | Penalità      | Totale        | Posizione     | Penalità        | Totale          | Posizione       | Penalità        | Totale          | Posizione       |
| -------------------------------------------------- | ---------------------------------------------------------- | ----------- | -------- | --------- | ------------- | ------------- | ------------- | --------------- | --------------- | --------------- | --------------- | --------------- | --------------- |
| Chris Burton                                       | Shadow Man                                                 | Individuale | 22.00    | 3º        | 0.00          | 22.00         | 3º            | 0.40            | 22.40           | 2º Q            | 0.00            | 22.40           | Argento         |
| Shenae Lowings                                     | Bold Venture                                               | Individuale | N.D.     | N.D.      | N.D.          | N.D.          | N.D.          | 29.20           | non qualificato | non qualificato | non qualificato | non qualificato | non qualificato |
| Kevin McNab                                        | Scuderia 1918 Don Quidam                                   | Individuale | 34.90    | 41º       | ritirato      | ritirato      | ritirato      | non qualificato | non qualificato | non qualificato | non qualificato | non qualificato |                 |
| Shane Rose                                         | Virgil                                                     | Individuale | 34.60    | 38º       | 2.80          | 37.40         | 23º           | 4.40            | 41.80           | 22º Q           | 0.00            | 41.80           | 20º             |
| Chris Burton Shenae Lowings Kevin McNab Shane Rose | Shadow Man, Bold Venture, Scuderia 1918 Don Quidam, Virgil | Squadra     | 91.50    | 8º        | 202.80        | 294.30        | 15º           | 34.00           | 328.30          | 15º             | N.D.            | N.D.            | N.D.            |

#### Salto ostacoli
| Atleta                                          | Cavallo                                     | Gara        | Qualificazione | Qualificazione | Finale          | Finale          |
| Atleta                                          | Cavallo                                     | Gara        | Penalità       | Posizione      | Penalità        | Posizione       |
| ----------------------------------------------- | ------------------------------------------- | ----------- | -------------- | -------------- | --------------- | --------------- |
| Thaisa Erwin                                    | Hialita B                                   | Individuale | 8              | 51º            | non qualificata | non qualificata |
| Hilary Scott                                    | Oaks Milky Way                              | Individuale | 8              | 44º            | non qualificata | non qualificata |
| Edwina Tops-Alexander                           | Fellow Castlefield                          | Individuale | 8              | 47º            | non qualificata | non qualificata |
| Thaisa Erwin Hilary Scott Edwina Tops-Alexander | Hialita B Oaks Milky Way Fellow Castlefield | Squadra     | 36             | 15º            | non qualificate | non qualificate |

### Ginnastica

#### Ginnastica artistica
Maschile
Individuale
Concorso all around
| Atleta      | Evento               | Qualificazione | Qualificazione | Finale   | Finale   | Finale   | Finale   | Finale   | Finale   | Finale | Finale    |
| Atleta      | Evento               | Totale         | Posizione      | Attrezzo | Attrezzo | Attrezzo | Attrezzo | Attrezzo | Attrezzo | Totale | Posizione |
| Atleta      | Evento               | Totale         | Posizione      | CL       | C        | A        | V        | P        | S        | Totale | Posizione |
| ----------- | -------------------- | -------------- | -------------- | -------- | -------- | -------- | -------- | -------- | -------- | ------ | --------- |
| Jesse Moore | Concorso individuale | 82.698         | 15º Q          | 12.533   | 14.466   | 12.866   | 14.333   | 13.866   | 12.366   | 80.430 | 21º       |

Femminile
Individuale
Concorso all around
| Atleta    | Evento               | Finale   | Finale   | Finale   | Finale   | Finale | Finale    |
| Atleta    | Evento               | Attrezzo | Attrezzo | Attrezzo | Attrezzo | Totale | Posizione |
| Atleta    | Evento               | V        | P        | T        | CL       | Totale | Posizione |
| --------- | -------------------- | -------- | -------- | -------- | -------- | ------ | --------- |
| Ruby Pass | Concorso individuale | 13.633   | 13.733   | 13.466   | 12.966   | 53.798 | 13ª       |

Squadre
| Atleta          | Evento             | Qualificazione | Qualificazione | Qualificazione | Qualificazione | Qualificazione | Qualificazione | Finale          | Finale          | Finale          | Finale          | Finale          | Finale          |
| Atleta          | Evento             | Attrezzo       | Attrezzo       | Attrezzo       | Attrezzo       | Totale         | Posizione      | Attrezzo        | Attrezzo        | Attrezzo        | Attrezzo        | Totale          | Posizione       |
| Atleta          | Evento             | V              | P              | T              | CL             | Totale         | Posizione      | V               | P               | T               | CL              | Totale          | Posizione       |
| --------------- | ------------------ | -------------- | -------------- | -------------- | -------------- | -------------- | -------------- | --------------- | --------------- | --------------- | --------------- | --------------- | --------------- |
| Kate McDonald   | Concorso a squadre | N.D.           | 13.633         | 13.033         | 12.100         | N.D.           | N.D.           | non qualificate | non qualificate | non qualificate | non qualificate | non qualificate | non qualificate |
| Emma Nedov      | Concorso a squadre | 13.200         | 12.766         | 11.800         | 12.333         | 50.099         | 51ª            | non qualificate | non qualificate | non qualificate | non qualificate | non qualificate | non qualificate |
| Ruby Pass       | Concorso a squadre | 13.350         | 13.900         | 13.300         | 12.866         | 53.866         | 14ª Q          | non qualificate | non qualificate | non qualificate | non qualificate | non qualificate | non qualificate |
| Breanna Scott   | Concorso a squadre | 13.300         | N.D.           | 13.700         | N.D.           | N.D.           | N.D.           | non qualificate | non qualificate | non qualificate | non qualificate | non qualificate | non qualificate |
| Emily Whitehead | Concorso a squadre | 13.600         | 12.333         | N.D.           | 12.733         | N.D.           | N.D.           | non qualificate | non qualificate | non qualificate | non qualificate | non qualificate | non qualificate |
| Totale          | Concorso a squadre | 40.700         | 40.299         | 40.033         | 37.932         | 158.694        | 10ª            | non qualificate | non qualificate | non qualificate | non qualificate | non qualificate | non qualificate |

#### Ginnastica ritmica
Femminile
| Atleta                     | Evento               | Qualificazione | Qualificazione | Qualificazione | Qualificazione | Qualificazione | Qualificazione | Finale          | Finale          | Finale          | Finale          | Finale          | Finale          |
| Atleta                     | Evento               | Attrezzo       | Attrezzo       | Attrezzo       | Attrezzo       | Totale         | Classifica     | Attrezzo        | Attrezzo        | Attrezzo        | Attrezzo        | Totale          | Classifica      |
| Atleta                     | Evento               | Cerchio        | Palla          | Clavi          | Nastro         | Totale         | Classifica     | Cerchio         | Palla           | Clavi           | Nastro          | Totale          | Classifica      |
| -------------------------- | -------------------- | -------------- | -------------- | -------------- | -------------- | -------------- | -------------- | --------------- | --------------- | --------------- | --------------- | --------------- | --------------- |
| Alexandra Kiroi-Bogatyreva | Concorso individuale | 30.050         | 28.550         | 26.850         | 28.900         | 114.350        | 22ª            | non qualificata | non qualificata | non qualificata | non qualificata | non qualificata | non qualificata |

| Atleta                                                                                | Evento             | Qualificazione | Qualificazione     | Qualificazione | Qualificazione | Finale          | Finale             | Finale          | Finale          |
| Atleta                                                                                | Evento             | Attrezzo       | Attrezzo           | Totale         | Classifica     | Attrezzo        | Attrezzo           | Totale          | Classifica      |
| Atleta                                                                                | Evento             | 5 cerchi       | 3 nastri e 2 palle | Totale         | Classifica     | 5 cerchi        | 3 nastri e 2 palle | Totale          | Classifica      |
| ------------------------------------------------------------------------------------- | ------------------ | -------------- | ------------------ | -------------- | -------------- | --------------- | ------------------ | --------------- | --------------- |
| Saskia Broedelet Emmanouela Frroku Lidiia Iakovleva Phoebe Learmont Jessica Weintraub | Concorso a squadre | 31.400         | 27.050             | 58.450         | 13ª            | non qualificate | non qualificate    | non qualificate | non qualificate |

#### Tappeto elastico
| Atleta      | Evento   | Qualifica | Qualifica  | Finale          | Finale          |
| Atleta      | Evento   | Punteggio | Classifica | Punteggio       | Classifica      |
| ----------- | -------- | --------- | ---------- | --------------- | --------------- |
| Brock Batty | Maschile | 55.890    | 13         | non qualificato | non qualificato |

### Golf
| Atleta       | Evento    | Round 1   | Round 2   | Round 3   | Round 4   | Totale | Totale | Totale     |
| Atleta       | Evento    | Punteggio | Punteggio | Punteggio | Punteggio | Totale | Par    | Classifica |
| ------------ | --------- | --------- | --------- | --------- | --------- | ------ | ------ | ---------- |
| Jason Day    | Maschile  | 69        | 68        | 67        | 68        | 272    | -12    | T9         |
| Min Woo Lee  | Maschile  | 76        | 65        | 68        | 69        | 277    | -7     | T22        |
| Hannah Green | Femminile | 77        | 74        | 71        | 71        | 287    | -6     | T4         |
| Minjee Lee   | Femminile | 71        | 74        | 71        | 71        | 287    | -1     | T22        |

### Hockey su prato
| Squadra             | Torneo    | Girone               | Girone               | Girone               | Girone               | Girone               | Girone | Quarti               | Semifinali           | Finale               | Pos. |
| Squadra             | Torneo    | Avversario Punteggio | Avversario Punteggio | Avversario Punteggio | Avversario Punteggio | Avversario Punteggio | Pos.   | Avversario Punteggio | Avversario Punteggio | Avversario Punteggio | Pos. |
| ------------------- | --------- | -------------------- | -------------------- | -------------------- | -------------------- | -------------------- | ------ | -------------------- | -------------------- | -------------------- | ---- |
| Nazionale maschile  | Maschile  | Argentina V 1-0      | Irlanda V 2-1        | Belgio S 2-6         | Nuova Zelanda V 5-0  | India S 2-3          | 3º Q   | Paesi Bassi S 0-2    | non qualificata      | non qualificata      | 6º   |
| Nazionale femminile | Femminile | Sudafrica V 2-1      | Gran Bretagna V 4-0  | Stati Uniti V 3-0    | Argentina P 3-3      | Spagna V 3-1         | 1º Q   | Cina S 2-3           | non qualificata      | non qualificata      | 5º   |

### Judo
Maschile
| Atleta    | Evento | 16-esimi              | Ottavi               | Quarti               | Semifinali           | Ripescaggio          | Med. bronzo          | Finale               | Posizione       |                 |
| Atleta    | Evento | Avversario Risultato  | Avversario Risultato | Avversario Risultato | Avversario Risultato | Avversario Risultato | Avversario Risultato | Avversario Risultato | Posizione       |                 |
| --------- | ------ | --------------------- | -------------------- | -------------------- | -------------------- | -------------------- | -------------------- | -------------------- | --------------- | --------------- |
| Josh Katz | −60 kg | Carlino (ITA) S 00-01 | non qualificato      | non qualificato      | non qualificato      | non qualificato      | non qualificato      | non qualificato      | non qualificato | non qualificato |

Femminile
| Atleta            | Evento | 16-esimi               | Ottavi                  | Quarti               | Semifinali           | Ripescaggio          | Med. bronzo          | Finale               | Posizione       |
| Atleta            | Evento | Avversario Risultato   | Avversario Risultato    | Avversario Risultato | Avversario Risultato | Avversario Risultato | Avversario Risultato | Avversario Risultato | Posizione       |
| ----------------- | ------ | ---------------------- | ----------------------- | -------------------- | -------------------- | -------------------- | -------------------- | -------------------- | --------------- |
| Katharina Haecker | −63 kg | Renshall (GBR) S 01-11 | non qualificata         | non qualificata      | non qualificata      | non qualificata      | non qualificata      | non qualificata      | non qualificata |
| Aoife Coughlan    | −70 kg | Gercsák (HUN) V 01-00  | Butkereit (DEU) S 00-10 | non qualificata      | non qualificata      | non qualificata      | non qualificata      | non qualificata      | non qualificata |

### Lotta

#### Libera
Maschile
| Atleta           | Evento | Sedicesimi           | Ottavi               | Quarti               | Semifinali           | Ripescaggio            | Finale/ Finale per il bronzo | Pos. |
| Atleta           | Evento | Avversario Risultato | Avversario Risultato | Avversario Risultato | Avversario Risultato | Avversario Risultato   | Avversario Risultato         | Pos. |
| ---------------- | ------ | -------------------- | -------------------- | -------------------- | -------------------- | ---------------------- | ---------------------------- | ---- |
| Georgii Okorokov | –65 kg | Rivera (PUR) S 2-12  | non qualificato      | non qualificato      | non qualificato      | non qualificato        | non qualificato              | 10º  |
| Jayden Lawrence  | –86 kg | Yazdani (IRI) S 0-10 | non qualificato      | non qualificato      | non qualificato      | Kurugliev (GRC) S 0-10 | non qualificato              | 16º  |

### Nuoto

#### Maschile
| Atleta                                                                                   | Evento              | Batterie | Batterie | Semifinali      | Semifinali      | Finale          | Finale          |
| Atleta                                                                                   | Evento              | Tempo    | Pos.     | Tempo           | Pos.            | Tempo           | Pos.            |
| ---------------------------------------------------------------------------------------- | ------------------- | -------- | -------- | --------------- | --------------- | --------------- | --------------- |
| Ben Armbruster                                                                           | 50 m stile libero   | 21"86    | 8º Q     | 21"94           | 14º             | non qualificato | non qualificato |
| Ben Armbruster                                                                           | 100 m farfalla      | 51"33    | 11º Q    | 51"17           | 9º              | non qualificato | non qualificato |
| Cameron McEvoy                                                                           | 50 m stile libero   | 21"32    | 1º Q     | 21"38           | 1º Q            | 21"25           | Oro             |
| Kyle Chalmers                                                                            | 100 m stile libero  | 48"07    | 6º Q     | 47"58           | 2º Q            | 47"48           | Argento         |
| William Yang                                                                             | 100 m stile libero  | 48"46    | 17º q    | 48"42           | 15º             | non qualificato | non qualificato |
| Maximillian Giuliani                                                                     | 200 m stile libero  | 1'46"15  | 5º Q     | 1'45"37         | 5º Q            | 1'45"57         | 7º              |
| Thomas Neill                                                                             | 200 m stile libero  | 1'46"27  | 9º Q     | 1'46"18         | 10º             | non qualificato | non qualificato |
| Thomas Neill                                                                             | 200 m misti         | 1'59"13  | 14º Q    | 1'58"77         | 11º             | non qualificato | non qualificato |
| Samuel Short                                                                             | 400 m stile libero  | 3'44"88  | 5º Q     | N.D.            | N.D.            | 3'42"64         | 4º              |
| Samuel Short                                                                             | 800 m stile libero  | 7'46"83  | 9º       | N.D.            | N.D.            | non qualificato | non qualificato |
| Samuel Short                                                                             | 1500 m stile libero | 14'58"15 | 13º      | N.D.            | N.D.            | non qualificato | non qualificato |
| Elijah Winnington                                                                        | 400 m stile libero  | 3'44"87  | 4º Q     | N.D.            | N.D.            | 3'42"21         | Argento         |
| Elijah Winnington                                                                        | 800 m stile libero  | 7'42"86  | 4º Q     | N.D.            | N.D.            | 7'48"36         | 8º              |
| Bradley Woodward                                                                         | 100 m dorso         | 54"34    | 25º      | non qualificato | non qualificato | non qualificato | non qualificato |
| Bradley Woodward                                                                         | 200 m dorso         | 2'00"50  | 25º      | non qualificato | non qualificato | non qualificato | non qualificato |
| Isaac Cooper                                                                             | 100 m dorso         | 54"21    | 21º      | non qualificato | non qualificato | non qualificato | non qualificato |
| Se-Bom Lee                                                                               | 200 m dorso         | 1'58"30  | 18º      | non qualificato | non qualificato | non qualificato | non qualificato |
| Joshua Yong                                                                              | 100 m rana          | 59"75    | 12º Q    | 59"64           | 12º             | non qualiicato  | non qualiicato  |
| Joshua Yong                                                                              | 200 m rana          | 2'10"68  | 14º Q    | 2'09"89         | 8º Q            | 2'11"44         | 8º              |
| Samuel Williamson                                                                        | 100 m rana          | 1'00"50  | 24º      | non qualificato | non qualificato | non qualificato | non qualificato |
| Zac Stubblety-Cook                                                                       | 200 m rana          | 2'09"49  | 2º Q     | 2'08"58         | 2º Q            | 2'06"79         | Argento         |
| Matthew Temple                                                                           | 100 m farfalla      | 50"89    | 7º Q     | 50"95           | 7º Q            | 51"10           | 7º              |
| Matthew Temple                                                                           | 200 m farfalla      | 1'57"39  | 23º      | non qualificato | non qualificato | non qualificato | non qualificato |
| William Petric                                                                           | 200 m misti         | 1'58"84  | 11º Q    | 1'58"13         | 10º             | non qualificato | non qualificato |
| William Petric                                                                           | 400 m misti         | 4'13"58  | 12º      | N.D.            | N.D.            | non qualificato | non qualificato |
| Brendon Smith                                                                            | 400 m misti         | 4'14"36  | 13º      | N.D.            | N.D.            | non qualificato | non qualificato |
| Jack Cartwright Kyle Chalmers Flynn Southam Kai Taylor William Yang                      | 4x100m stile libero | 3'12"25  | 2º Q     | N.D.            | N.D.            | 3'10"35         | Argento         |
| Maximillian Giuliani Zac Incerti Thomas Neill Flynn Southam Kai Taylor Elijah Winnington | 4x200m stile libero | 7'05"63  | 4º Q     | N.D.            | N.D.            | 7'01"98         | Bronzo          |
| Ben Armbruster Kyle Chalmers Isaac Cooper Matthew Temple Joshua Yong                     | 4x100m mista        | 3'32"64  | 6º Q     | N.D.            | N.D.            | 3'31"86         | 6º              |
| Kyle Lee                                                                                 | 10 km Acque libere  | N.D.     | N.D.     | N.D.            | N.D.            | 1h56'42"5       | 13º             |
| Nicholas Sloman                                                                          | 10 km Acque libere  | N.D.     | N.D.     | N.D.            | N.D.            | 1h56'24"4       | 11º             |

#### Femminile
| Atleta | Evento               | Batterie | Batterie | Semifinali      | Semifinali      | Finale           | Finale           |
| Atleta | Evento               | Tempo    | Pos.     | Tempo           | Pos.            | Tempo            | Pos.             |
| --- | -------------------- | -------- | -------- | --------------- | --------------- | ---------------- | ---------------- |
| Meg Harris | 50 m stile libero    | 24"50    | 5ª Q     | 24"33           | 6ª Q            | 23"97            | Argento          |
| Shayna Jack | 50 m stile libero    | 24"38    | 4ª Q     | 24"29           | 5ª Q            | 24"39            | 8ª               |
| Shayna Jack | 100 m stile libero   | 53"40    | 6ª Q     | 52"72           | 2ª Q            | 52"72            | 5ª               |
| Mollie O'Callaghan                                                                                                  | 100 m stile libero   | 53"27    | 5ª Q     | 52"75           | 3ª Q            | 52"34            | 4ª               |
| Mollie O'Callaghan                                                                                                  | 200 m stile libero   | 1'55"79  | 1ª Q     | 1'54"70         | 2ª Q            | 1'53"27          | Oro              |
| Ariarne Titmus | 200 m stile libero   | 1'56"23  | 3ª Q     | 1'54"64         | 1ª Q            | 1'53"81          | Argento          |
| Ariarne Titmus | 400 m stile libero   | 4'02"46  | 2ª Q     | N.D.            | N.D.            | 3'57"49          | Oro              |
| Ariarne Titmus | 800 m stile libero   | 8'19"87  | 3ª Q     | N.D.            | N.D.            | 8'12"29          | Argento          |
| Lani Pallister | 800 m stile libero   | 8'20"21  | 4ª Q     | N.D.            | N.D.            | 8'21"09          | 6ª               |
| Lani Pallister | 1500 m stile libero  | 'DNS     | 'DNS     | N.D.            | N.D.            | non qualificata  | non qualificata  |
| Moesha Johnson | 1500 m stile libero  | 16'04"02 | 5ª Q     | N.D.            | N.D.            | 16'02"70         | 6ª               |
| Jamie Perkins | 400 m stile libero   | 4'03"30  | 5ª Q     | N.D.            | N.D.            | 4'04"96          | 8ª               |
| Iona Anderson | 100 m dorso          | 59"37    | 7ª Q     | 58"63           | 4ª Q            | 58"98            | 5ª               |
| Kaylee McKeown | 100 m dorso          | 58"48    | 3ª Q     | 57"99           | 2ª Q            | 57"33            | Oro              |
| Kaylee McKeown | 200 m dorso          | 2'08"89  | 3ª Q     | 2'07"57         | 2ª Q            | 2'03"73          | Oro              |
| Kaylee McKeown | 200 m misti          | 2'11"26  | 9ª Q     | 2'09"97         | 7ª Q            | 2'08"08          | Bronzo           |
| Jaclyn Barclay | 200 m dorso          | 2'10"53  | 17ª      | non qualificata | non qualificata | non qualificata  | non qualificata  |
| Jenna Strauch | 100 m rana           | 1'07"27  | 22ª      | non qualificata | non qualificata | non qualificata  | non qualificata  |
| Jenna Strauch | 200 m rana           | 2'24"38  | 8ª Q     | 2'24"05         | 10ª             | non qualificata' | non qualificata' |
| Ella Ramsay | 200 m rana           | 2'25"61  | 14ª Q    | 2'24"56         | 12ª             | non qualificata' | non qualificata' |
| Ella Ramsay | 200 m misti          | 2'10"75  | 6ª Q     | 2'10"16         | 8ª Q            | DNS              | DNS              |
| Ella Ramsay | 400 m misti          | 4'39"04  | 6ª Q     | N.D.            | N.D.            | 4'38"01          | 5ª               |
| Emma McKeon | 100 m farfalla       | 56"79    | 5ª Q     | 56"74           | 6ª Q            | 56"93            | 6ª               |
| Alexandria Perkins                                                                                                  | 100 m farfalla       | 57"46    | 8ª Q     | 57"84           | 13ª             | non qualificata  | non qualificata  |
| Abbey Connor | 200 m farfalla       | 56"79    | 5ª Q     | 56"74           | 6ª Q            | 56"93            | 6ª               |
| Elizabeth Dekkers                                                                                                   | 200 m farfalla       | 57"46    | 8ª Q     | 57"84           | 13ª             | non qualificata  | non qualificata  |
| Jenna Forrester | 400 m misti          | 4'40"55  | 9ª       | N.D.            | N.D.            | non qualificata  | non qualificata  |
| Bronte Campbell Meg Harris Shayna Jack Emma McKeon Mollie O'Callaghan Olivia Wunsch                                 | 4x100 m stile libero | 3'31"57  | 1º Q     | N.D.            | N.D.            | 3'28"92          | Oro              |
| Shayna Jack Mollie O'Callaghan Lani Pallister Jamie Perkins Ariarne Titmus Brianna Throssell                        | 4x200 m stile libero | 7'45"63  | 1º Q     | N.D.            | N.D.            | 7'38"08          | Oro              |
| Iona Anderson Meg Harris Emma McKeon Kaylee McKeown Mollie O'Callaghan Alexandria Perkins Jenna Strauch Ella Ramsay | 4x100 m mista        | 3'54"81  | 1º Q     | N.D.            | N.D.            | 3'53"11          | Argento          |
| Chelsea Gubecka | 10 km acque libere   | N.D.     | N.D.     | N.D.            | N.D.            | 2h06'17"8        | 14ª              |
| Moesha Johnson | 10 km acque libere   | N.D.     | N.D.     | N.D.            | N.D.            | 2h03'39"7        | Argento          |

#### Misto
| Atleta | Evento        | Batterie | Batterie | Finale  | Finale |
| Atleta | Evento        | Tempo    | Pos.     | Tempo   | Pos.   |
| --- | ------------- | -------- | -------- | ------- | ------ |
| Iona Anderson Kyle Chalmers Emma McKeon Kaylee McKeown Mollie O'Callaghan Zac Stubblety-Cook Matthew Temple Joshua Yong | 4x100 m mista | 3'41"42  | 2º Q     | 3'38"76 | Bronzo |

### Nuoto artistico
| Atleta | Evento  | Programma tecnico | Programma tecnico | Programma libero | Programma libero | Programma acrobatico | Programma acrobatico | Punti totali    | Posizione       |
| Atleta | Evento  | Punti             | Posizione         | Punti            | Posizione        | Punti                | Posizione            | Punti totali    | Posizione       |
| --- | ------- | ----------------- | ----------------- | ---------------- | ---------------- | -------------------- | -------------------- | --------------- | --------------- |
| Carolyn Rayna Buckle Kiera Gazzard | Duo     | 210.0782          | 14º               | 198.0271         | 16º              | non qualificate      | non qualificate      | non qualificate | non qualificate |
| Carolyn Rayna Buckle Georgia Courage-Gardiner Raphaelle Gauthier Kiera Gazzard Margo Joseph-Kuo Anastasia Kusmawan Zoe Poulis Milena Waldmann | Squadre | 235.9071          | 10º               | 516.4592         | 9º               | 211.9766             | 9º                   | 728.4358        | 9º              |

### Pallacanestro
| Squadra             | Torneo    | Girone               | Girone               | Girone               | Girone | Quarti               | Semifinali           | Finale / FB          | Pos.   |
| Squadra             | Torneo    | Avversario Punteggio | Avversario Punteggio | Avversario Punteggio | Pos.   | Avversario Punteggio | Avversario Punteggio | Avversario Punteggio | Pos.   |
| ------------------- | --------- | -------------------- | -------------------- | -------------------- | ------ | -------------------- | -------------------- | -------------------- | ------ |
| Nazionale maschile  | Maschile  | Spagna V 92–80       | Canada S 83–93       | Grecia S 71–77       | 2ª Q   | Serbia S 90-95 (OT)  | non qualificata      | non qualificata      | 7ª     |
| Nazionale femminile | Femminile | Nigeria S 62–75      | Canada V 70–65       | Francia V 79-72      | 2ª Q   | Serbia V 85–67       | Stati Uniti S 64–85  | Belgio V 85–81       | Bronzo |

### Pallanuoto
| Squadra             | Torneo    | Girone               | Girone                    | Girone               | Girone                 | Girone               | Girone | Quarti                    | Semifinali                       | Finale / FB                     | Pos.    |
| Squadra             | Torneo    | Avversario Punteggio | Avversario Punteggio      | Avversario Punteggio | Avversario Punteggio   | Avversario Punteggio | Pos.   | Avversario Punteggio      | Avversario Punteggio             | Avversario Punteggio            | Pos.    |
| ------------------- | --------- | -------------------- | ------------------------- | -------------------- | ---------------------- | -------------------- | ------ | ------------------------- | -------------------------------- | ------------------------------- | ------- |
| Nazionale maschile  | Maschile  | Spagna S 5–9         | Serbia V 8–3              | Francia V 9–8        | Ungheria V 9–8         | Giappone S 13–14     | 2ª Q   | Stati Uniti S 10-11 (dtr) | Match 5ª/8º posto Grecia S 10-11 | Match 7ª/8º posto Italia S 6-10 | 7ª      |
| Nazionale femminile | Femminile | Cina V 7–5           | Paesi Bassi V 15–14 (dtr) | Canada V 10-7        | Ungheria V 14-12 (dtr) | -                    | 2ª Q   | Grecia V 9–6              | Stati Uniti V 14–13 (dtr)        | Spagna S 9–11                   | Argento |

### Pentathlon moderno
| Atleta                 | Evento         | Primo turno     | Primo turno | Primo turno | Semifinale  | Semifinale  | Semifinale  | Semifinale  | Semifinale | Semifinale | Semifinale | Semifinale | Semifinale | Semifinale | Semifinale | Semifinale | Semifinale   | Semifinale | Finale          | Finale          | Finale          | Finale          | Finale          | Finale          | Finale          | Finale          | Finale          | Finale          | Finale          | Finale          | Finale          | Finale           |
| Atleta                 | Evento         | Scherma         | Scherma     | Scherma     | Equitazione | Equitazione | Equitazione | Scherma     | Scherma    | Scherma    | Nuoto      | Nuoto      | Nuoto      | Laser run  | Laser run  | Laser run  | Totale punti | Posizione  | Equitazione     | Equitazione     | Equitazione     | Scherma         | Scherma         | Scherma         | Nuoto           | Nuoto           | Nuoto           | Laser run       | Laser run       | Laser run       | Totale punti    | Posizione finale |
| Atleta                 | Evento         | Risultati V - P | Pos.        | PM punti    | Pen.        | Pos.        | PM punti    | Punti bonus | Pos.       | PM punti   | Tempo      | Pos.       | PM punti   | Tempo      | Pos.       | PM punti   | Totale punti | Posizione  | Pen.            | Pos.            | PM punti        | Punti bonus     | Pos.            | PM punti        | Tempo           | Pos.            | PM punti        | Tempo           | Pos.            | PM punti        | Totale punti    | Posizione finale |
| ---------------------- | -------------- | --------------- | ----------- | ----------- | ----------- | ----------- | ----------- | ----------- | ---------- | ---------- | ---------- | ---------- | ---------- | ---------- | ---------- | ---------- | ------------ | ---------- | --------------- | --------------- | --------------- | --------------- | --------------- | --------------- | --------------- | --------------- | --------------- | --------------- | --------------- | --------------- | --------------- | ---------------- |
| Genevieve van Rensburg | Gara femminile | 18 - 4          | 13º         | 215         | 7           | 16º         | 273         | 4           | 6º         | 219        | 2'11"61    | 3º         | 287        | 12'37"73   | 17º        | 543        | 1322         | 13º        | non qualificata | non qualificata | non qualificata | non qualificata | non qualificata | non qualificata | non qualificata | non qualificata | non qualificata | non qualificata | non qualificata | non qualificata | non qualificata | non qualificata  |

### Pugilato
Maschile
| Atleta         | Evento                     | Sedicesimi           | Ottavi di finale       | Quarti di finale      | Semifinali             | Finale               | Pos.            |
| Atleta         | Evento                     | Avversario Risultato | Avversario Risultato   | Avversario Risultato  | Avversario Risultato   | Avversario Risultato | Pos.            |
| -------------- | -------------------------- | -------------------- | ---------------------- | --------------------- | ---------------------- | -------------------- | --------------- |
| Yusuf Chothia  | Pesi mosca (-51 kg)        | Bye                  | Lozano (ESP) S (1-4)   | non qualificato       | non qualificato        | non qualificato      | non qualificato |
| Charlie Senior | Pesi piuma (-57 kg)        | Bye                  | Usturoi (BEL) V (4-1)  | Paalam (PHI) V (3-2)  | Khalokov (UZB) S (0-5) | non qualificato      | Bronzo          |
| Harry Garside  | Pesi leggeri (-63,5 kg)    | Bye                  | Kovács (HUN) S (0-5)   | non qualificato       | non qualificato        | non qualificato      | non qualificato |
| Shannan Davey  | Pesi welter (-71 kg)       | Bye                  | Kiwan (BUL) S (0-5)    | non qualificato       | non qualificato        | non qualificato      | non qualificato |
| Callum Peters  | Pesi medi (-80 kg)         | Bye                  | Oralbay (KAZ) S (2-3)  | non qualificato       | non qualificato        | non qualificato      | non qualificato |
| Teremoana Jnr  | Pesi supermassimi (+92 kg) | Bye                  | Lovchynskyi (UKR) V KO | Jalolov (UZB) S (0-5) | non qualificato        | non qualificato      | non qualificato |

Femminile
| Atleta             | Evento                | Sedicesimi           | Ottavi di finale        | Quarti di finale       | Semifinali           | Finale               | Pos.            |
| Atleta             | Evento                | Avversaria Risultato | Avversaria Risultato    | Avversaria Risultato   | Avversaria Risultato | Avversaria Risultato | Pos.            |
| ------------------ | --------------------- | -------------------- | ----------------------- | ---------------------- | -------------------- | -------------------- | --------------- |
| Monique Suraci     | Pesi mosca (-50 kg)   | Bye                  | Valencia (COL) S (0-5)  | non qualificata        | non qualificata      | non qualificata      | non qualificata |
| Tiana Echegaray    | Pesi gallo (-54 kg)   | Bye                  | Akbaş (TUR) S (0-5)     | non qualificata        | non qualificata      | non qualificata      | non qualificata |
| Tina Rahimi        | Pesi piuma (-57 kg)   | Bye                  | Szeremeta (POL) S (0-5) | non qualificata        | non qualificata      | non qualificata      | non qualificata |
| Tyla McDonald      | Pesi leggeri (-60 kg) | Bye                  | Palacios (ECU) S (0-5)  | non qualificata        | non qualificata      | non qualificata      | non qualificata |
| Marissa Williamson | Pesi welter (-66 kg)  | Bye                  | Hámori (HUN) S (0-5)'   | non qualificata        | non qualificata      | non qualificata      | non qualificata |
| Caitlin Parker     | Pesi medi (-75 kg)    | -                    | Ortiz (MEX) V (5-0)     | El-Mardi (MAR) V (4-1) | Qian (CHN) S (0-5)   | non qualificata      | Bronzo          |

### Rugby a 7
| Squadra             | Torneo   | Girone               | Girone               | Girone               | Girone | Quarti               | Classifica           | Classifica                             | Pos. |
| Squadra             | Torneo   | Avversario Punteggio | Avversario Punteggio | Avversario Punteggio | Pos.   | Avversario Punteggio | Avversario Punteggio | Avversario Punteggio                   | Pos. |
| ------------------- | -------- | -------------------- | -------------------- | -------------------- | ------ | -------------------- | -------------------- | -------------------------------------- | ---- |
| Nazionale maschile  | Maschile | Samoa V 21-14        | Kenya V 21-7         | Argentina V 22-14    | 1º Q   | Stati Uniti V 18-0   | Figi S 7-31          | Finale 3º/4º posto Sudafrica S 19-26   | 4º   |
| Nazionale femminile | Maschile | Sudafrica V 34-5     | Gran Bretagna V 36-5 | Irlanda V 19-14      | 1º Q   | Irlanda V 40-7       | Canada S 12-21       | Finale 3º/4º posto Stati Uniti S 12-14 | 4º   |

### Skateboard
Maschile
| Atleta         | Evento | Qualificazione | Qualificazione | Finale          | Finale          |
| Atleta         | Evento | Punteggio      | Classifica     | Punteggio       | Classifica      |
| -------------- | ------ | -------------- | -------------- | --------------- | --------------- |
| Keegan Palmer  | Park   | 93,78          | 1º Q           | 93,11           | Oro             |
| Kieran Woolley | Park   | 80,04          | 16º            | non qualificato | non qualificato |
| Keefer Wilson  | Park   | 90,10          | 5º Q           | 58,36           | 8º              |
| Shane O'Neill  | Street | 107,50         | 15º            | non qualificato | non qualificato |

Femminile
| Atleta        | Evento | Qualificazione | Qualificazione | Finale          | Finale          |
| Atleta        | Evento | Punteggio      | Classifica     | Punteggio       | Classifica      |
| ------------- | ------ | -------------- | -------------- | --------------- | --------------- |
| Arisa Trew    | Park   | 82,95          | 6º Q           | 93,18           | Oro             |
| Ruby Trew     | Park   | 77,89          | 11º            | non qualificata | non qualificata |
| Chloe Covell  | Street | 246,73         | 4º Q           | 70,33           | 8º              |
| Liv Lovelace  | Street | 118,10         | 21º            | non qualificata | non qualificata |
| Haylie Powell | Street | 125,30         | 20º            | non qualificata | non qualificata |

### Sollevamento pesi
Maschile
| Atleta     | Evento | Strappo   | Strappo    | Slancio   | Slancio    | Totale | Classifica |
| Atleta     | Evento | Risultato | Classifica | Risultato | Classifica | Totale | Classifica |
| ---------- | ------ | --------- | ---------- | --------- | ---------- | ------ | ---------- |
| Kyle Bruce | –89 kg | 148 kg    | 12º        | 182 kg    | 10º        | 330 kg | 10º        |

Femminile
| Atleta             | Evento | Strappo   | Strappo    | Slancio   | Slancio    | Totale | Classifica |
| Atleta             | Evento | Risultato | Classifica | Risultato | Classifica | Totale | Classifica |
| ------------------ | ------ | --------- | ---------- | --------- | ---------- | ------ | ---------- |
| Jacqueline Nichele | –71 kg | 94 kg     | 11ª        | 115 kg    | 10ª        | 209 kg | 10ª        |
| Eileen Cikamatana  | –81 kg | 117 kg    | 4ª         | 145 kg    | 4ª         | 262 kg | 4ª         |

### Surf
Maschile
| Atleta        | Evento | Batteria 1 | Batteria 2                  | Batteria 3                  | Quarti di finale             | Semifinali                | Finale                   | Classifica      |
| ------------- | ------ | ---------- | --------------------------- | --------------------------- | ---------------------------- | ------------------------- | ------------------------ | --------------- |
| Ethan Ewing   | Surf   | 9.90       | Bye                         | O'Leary (JPN) V 14.17-11.00 | Robinson (AUS) S 13.00-15.33 | non qualificato           | non qualificato          | non qualificato |
| Jack Robinson | Surf   | 13.36      | Mesinas (PER) V 16.87-10.83 | Florence (USA) V 13.94-9.07 | Ewing (AUS) V 15.33-13.00    | Medina (BRA) V 12.33-6.33 | Vaast (FRA) S 7.83-17.67 | Argento         |

Femminile
| Atleta        | Evento | Batteria 1 | Batteria 2               | Batteria 3                | Quarti di finale        | Semifinali      | Finale          | Classifica      |
| ------------- | ------ | ---------- | ------------------------ | ------------------------- | ----------------------- | --------------- | --------------- | --------------- |
| Molly Picklum | Surf   | 8.44       | Defay (FRA) S 7.43-11.83 | non qualificata           | non qualificata         | non qualificata | non qualificata | non qualificata |
| Tyler Wright  | Surf   | 7.67       | Bye                      | Lelior (ISR) V 11.10-7.74 | Marks (USA) S 5.37-7.77 | non qualificata | non qualificata | non qualificata |

### Taekwondo
Maschile
| Atleta          | Evento | Ottavi                 | Quarti                 | Semifinale           | Ripescaggio Turno 1  | Ripescaggio Turno 2  | Finale               | Classifica      |
| Atleta          | Evento | Avversario Risultato   | Avversario Risultato   | Avversario Risultato | Avversario Risultato | Avversario Risultato | Avversario Risultato | Classifica      |
| --------------- | ------ | ---------------------- | ---------------------- | -------------------- | -------------------- | -------------------- | -------------------- | --------------- |
| Bailey Lewis    | −58 kg | Issaka (NIG) V (2-0)   | Jendoubi (TUN) S (0-2) | non qualificato      | non qualificato      | non qualificato      | non qualificato      | non qualificato |
| Leon Sejranovic | −80 kg | Katoussi (KAZ) S (0-2) | non qualificato        | non qualificato      | Hrnic (DNK) S (0-2)  | non qualificato      | non qualificato      | non qualificato |

Femminile
| Atleta       | Evento | Ottavi                | Quarti               | Semifinale           | Ripescaggio Turno 1  | Ripescaggio Turno 2  | Finale               | Classifica      |
| Atleta       | Evento | Avversario Risultato  | Avversario Risultato | Avversario Risultato | Avversario Risultato | Avversario Risultato | Avversario Risultato | Classifica      |
| ------------ | ------ | --------------------- | -------------------- | -------------------- | -------------------- | -------------------- | -------------------- | --------------- |
| Stacey Hymer | −57 kg | Pacheco (BRA) S (0-2) | non qualificata      | non qualificata      | non qualificata      | non qualificata      | non qualificata      | non qualificata |

### Tennis
Maschile
| Atleta                        | Evento  | 32-esimi       | 32-esimi          | 16-esimi             | 16-esimi          | Ottavi di finale                 | Ottavi di finale | Quarti di finale       | Quarti di finale       | Semifinali         | Semifinali      | Finale               | Finale                         | Classifica      |
| Atleta                        | Evento  | Avver.         | Punt.             | Avver.               | Punt.             | Avver.                           | Punt.            | Avver.                 | Punt.                  | Avver.             | Punt.           | Avver.               | Punt.                          | Classifica      |
| ----------------------------- | ------- | -------------- | ----------------- | -------------------- | ----------------- | -------------------------------- | ---------------- | ---------------------- | ---------------------- | ------------------ | --------------- | -------------------- | ------------------------------ | --------------- |
| Matthew Ebden                 | Singolo | Djokovic (SRB) | S (0-6, 1-6)      | non qualificato      | non qualificato   | non qualificato                  | non qualificato  | non qualificato        | non qualificato        | non qualificato    | non qualificato | non qualificato      | non qualificato                | non qualificato |
| Alexei Popyrin                | Singolo | Jarry (CHI)    | V (6-3, 7-6(7-5)) | Wawrinka (CHE)       | V (6-4, 7-5)      | Zverev (DEU)                     | S (5-7, 3-6)     | non qualificato        | non qualificato        | non qualificato    | non qualificato | non qualificato      | non qualificato                | non qualificato |
| Rinky Hijikata                | Singolo | Medvedev (AIN) | S (2-6, 1-6)      | non qualificato      | non qualificato   | non qualificato                  | non qualificato  | non qualificato        | non qualificato        | non qualificato    | non qualificato | non qualificato      | non qualificato                | non qualificato |
| Matthew Ebden John Peers      | Doppio  | N.D.           | N.D.              | Habib - Hassan (LBN) | V (7-6(7-5), 6-2) | Carreño Busta - Granollers (ESP) | V (6-2, 7-5)     | Koepfer - Struff (DEU) | V (7-6(7-2), 7-6(7-4)) | Fritz - Paul (USA) | V (7-5, 6-2)    | Krajicek - Ram (USA) | V (6-7(6-8), 7-6(7-1), [10-8]) | Oro             |
| Alex de Minaur Alexei Popyrin | Doppio  | N.D.           | N.D.              | Krajicek - Ram (USA) | S (2-6, 3-6)      | non qualificati                  | non qualificati  | non qualificati        | non qualificati        | non qualificati    | non qualificati | non qualificati      | non qualificati                | non qualificati |

Femminile
| Atleta                          | Evento  | 32-esimi    | 32-esimi     | 16-esimi                  | 16-esimi             | Ottavi di finale | Ottavi di finale | Quarti di finale | Quarti di finale | Semifinali      | Semifinali      | Finale          | Finale          | Classifica      |
| Atleta                          | Evento  | Avver.      | Punt.        | Avver.                    | Punt.                | Avver.           | Punt.            | Avver.           | Punt.            | Avver.          | Punt.           | Avver.          | Punt.           | Classifica      |
| ------------------------------- | ------- | ----------- | ------------ | ------------------------- | -------------------- | ---------------- | ---------------- | ---------------- | ---------------- | --------------- | --------------- | --------------- | --------------- | --------------- |
| Ajla Tomljanović                | Singolo | Gauff (USA) | S (3-6, 0-6) | non qualificata           | non qualificata      | non qualificata  | non qualificata  | non qualificata  | non qualificata  | non qualificata | non qualificata | non qualificata | non qualificata | non qualificata |
| Olivia Gadecki                  | Singolo | Rus (NLD)   | S (4-6, 1-6) | non qualificata           | non qualificata      | non qualificata  | non qualificata  | non qualificata  | non qualificata  | non qualificata | non qualificata | non qualificata | non qualificata | non qualificata |
| Olivia Gadecki Ajla Tomljanović | Doppio  | N.D.        | N.D.         | Andreeva - Shnaider (AIN) | S (3-6, 6-2, [6-10]) | non qualificate  | non qualificate  | non qualificate  | non qualificate  | non qualificate | non qualificate | non qualificate | non qualificate | non qualificate |
| Ellen Perez Daria Saville       | Doppio  | N.D.        | N.D.         | Gauff - Pegula (USA)      | S (3-6, 1-6)         | non qualificate  | non qualificate  | non qualificate  | non qualificate  | non qualificate | non qualificate | non qualificate | non qualificate | non qualificate |

Misto
| Atleta                    | Evento       | Ottavi di finale                  | Ottavi di finale | Quarti di finale       | Quarti di finale                 | Semifinali      | Semifinali      | Finale          | Finale          | Classifica      |
| Atleta                    | Evento       | Avver.                            | Punt.            | Avver.                 | Punt.                            | Avver.          | Punt.           | Avver.          | Punt.           | Classifica      |
| ------------------------- | ------------ | --------------------------------- | ---------------- | ---------------------- | -------------------------------- | --------------- | --------------- | --------------- | --------------- | --------------- |
| Matthew Ebden Ellen Perez | Doppio misto | Granollers - Sorribes Tormo (ESP) | V (6-3, 6-4)     | Xin Wang - Zhang (CHN) | S (7-6(10-8), 6-7(8-10), [5-10]) | non qualificati | non qualificati | non qualificati | non qualificati | non qualificati |

### Tennistavolo
Maschile
| Atleta                         | Evento  | 64-esimi    | 64-esimi | 32-esimi        | 32-esimi        | 16-esimi        | 16-esimi        | Ottavi di finale | Ottavi di finale | Quarti di finale | Quarti di finale | Semifinali      | Semifinali      | Finale          | Finale          | Classifica      |
| Atleta                         | Evento  | Avver.      | Punt.    | Avver.          | Punt.           | Avver.          | Punt.           | Avver.           | Punt.            | Avver.           | Punt.            | Avver.          | Punt.           | Avver.          | Punt.           | Classifica      |
| ------------------------------ | ------- | ----------- | -------- | --------------- | --------------- | --------------- | --------------- | ---------------- | ---------------- | ---------------- | ---------------- | --------------- | --------------- | --------------- | --------------- | --------------- |
| Nicholas Lum                   | Singolo | Ishiy (BRA) | S 0-4    | non qualificato | non qualificato | non qualificato | non qualificato | non qualificato  | non qualificato  | non qualificato  | non qualificato  | non qualificato | non qualificato | non qualificato | non qualificato | non qualificato |
| Finn Luu                       | Singolo | Miño (ECU)  | S 3-4    | non qualificato | non qualificato | non qualificato | non qualificato | non qualificato  | non qualificato  | non qualificato  | non qualificato  | non qualificato | non qualificato | non qualificato | non qualificato | non qualificato |
| Hwan Bae Nicholas Lum Finn Luu | Squadre | Bye         | Bye      | Bye             | Bye             | Giappone (JPN)  | S 0-3           | non qualificati  | non qualificati  | non qualificati  | non qualificati  | non qualificati | non qualificati | non qualificati | non qualificati | non qualificati |

Femminile
| Atleta                                       | Evento  | 64-esimi | 64-esimi | 32-esimi        | 32-esimi | 16-esimi            | 16-esimi        | Ottavi di finale | Ottavi di finale | Quarti di finale | Quarti di finale | Semifinali      | Semifinali      | Finale          | Finale          | Classifica      |
| Atleta                                       | Evento  | Avver.   | Punt.    | Avver.          | Punt.    | Avver.              | Punt.           | Avver.           | Punt.            | Avver.           | Punt.            | Avver.          | Punt.           | Avver.          | Punt.           | Classifica      |
| -------------------------------------------- | ------- | -------- | -------- | --------------- | -------- | ------------------- | --------------- | ---------------- | ---------------- | ---------------- | ---------------- | --------------- | --------------- | --------------- | --------------- | --------------- |
| Minhyung Jee                                 | Singolo | Bye      | Bye      | Mittelham (DEU) | S 0-4    | non qualificata     | non qualificata | non qualificata  | non qualificata  | non qualificata  | non qualificata  | non qualificata | non qualificata | non qualificata | non qualificata | non qualificata |
| Melissa Tapper                               | Singolo | Bye      | Bye      | Shin (KOR)      | S 0-4    | non qualificata     | non qualificata | non qualificata  | non qualificata  | non qualificata  | non qualificata  | non qualificata | non qualificata | non qualificata | non qualificata | non qualificata |
| Michelle Bromley Minhyung Jee Melissa Tapper | Squadre | Bye      | Bye      | Bye             | Bye      | Taipei Cinese (TPE) | S 0-3           | non qualificate  | non qualificate  | non qualificate  | non qualificate  | non qualificate | non qualificate | non qualificate | non qualificate | non qualificate |

Misto
| Atleta                    | Evento | Ottavi di finale      | Ottavi di finale | Quarti di finale | Quarti di finale | Semifinali      | Semifinali      | Finale          | Finale          | Classifica      |
| Atleta                    | Evento | Avver.                | Punt.            | Avver.           | Punt.            | Avver.          | Punt.           | Avver.          | Punt.           | Classifica      |
| ------------------------- | ------ | --------------------- | ---------------- | ---------------- | ---------------- | --------------- | --------------- | --------------- | --------------- | --------------- |
| Nicholas Lum Minhyung Jee | Doppio | Ionescu / Szőcs (ROU) | S 1-4            | non qualificati  | non qualificati  | non qualificati | non qualificati | non qualificati | non qualificati | non qualificati |

### Tiro a segno/volo
Maschile
| Atleta           | Evento                      | Qualificazione | Qualificazione | Finale          | Finale          |
| Atleta           | Evento                      | Punteggio      | Classifica     | Punteggio       | Classifica      |
| ---------------- | --------------------------- | -------------- | -------------- | --------------- | --------------- |
| Jack Rossiter    | Carabina 10m aria compressa | 628.5          | 16º            | non qualificato | non qualificato |
| Dane Sampson     | Carabina 10m aria compressa | 626.9          | 30º            | non qualificato | non qualificato |
| Jack Rossiter    | Carabina 50m 3 posizioni    | 585            | 27º            | non qualificato | non qualificato |
| Dane Sampson     | Carabina 50m 3 posizioni    | 581            | 34º            | non qualificato | non qualificato |
| Sergei Evglevski | Pistola 25m automatica      | 573            | 26º            | non qualificato | non qualificato |
| Joshua Bell      | Skeet                       | 116            | 25º            | non qualificato | non qualificato |
| Mitchell Iles    | Trap                        | 122 (+3)       | 9º             | non qualificato | non qualificato |
| James Willett    | Trap                        | 123 (+1)       | 3º Q           | 19              | 6º              |

Femminile
| Atleta             | Evento                     | Qualificazione | Qualificazione | Finale          | Finale          |
| Atleta             | Evento                     | Punteggio      | Classifica     | Punteggio       | Classifica      |
| ------------------ | -------------------------- | -------------- | -------------- | --------------- | --------------- |
| Elena Galiabovitch | Pistola 10m aria compressa | 564            | 37ª            | non qualificata | non qualificata |
| Elena Galiabovitch | Pistola 25m                | 569            | 35ª            | non qualificata | non qualificata |
| Aislin Jones       | Skeet                      | 112            | 25ª            | non qualificata | non qualificata |
| Catherine Skinner  | Trap                       | 116            | 17ª            | non qualificata | non qualificata |
| Penny Smith        | Trap                       | 121 (+2)       | 6ª Q           | 32              | Bronzo          |

Misti
| Atleta                   | Evento          | Qualificazione | Qualificazione | Finale          | Finale          |
| Atleta                   | Evento          | Punteggio      | Classifica     | Punteggio       | Classifica      |
| ------------------------ | --------------- | -------------- | -------------- | --------------- | --------------- |
| Joshua Bell Aislin Jones | Skeet a squadre | 141            | 11º            | non qualificati | non qualificati |

### Tiro con l'arco
Maschile
| Atleta            | Evento      | Round di qualificazione | Round di qualificazione | 32-esimi                  | 16-esimi                  | Ottavi                    | Quarti                    | Semifinali                | Finale/ Finale per il bronzo | Pos.            |
| Atleta            | Evento      | Punteggio               | Seed                    | Avversario Seed Punteggio | Avversario Seed Punteggio | Avversario Seed Punteggio | Avversario Seed Punteggio | Avversario Seed Punteggio | Avversario Seed Punteggio    | Pos.            |
| ----------------- | ----------- | ----------------------- | ----------------------- | ------------------------- | ------------------------- | ------------------------- | ------------------------- | ------------------------- | ---------------------------- | --------------- |
| Peter Boukouvalas | Individuale | 638                     | 60º                     | Lee (KOR) S (0-6)         | non qualificato           | non qualificato           | non qualificato           | non qualificato           | non qualificato              | non qualificato |

Femminile
| Atleta        | Evento      | Round di qualificazione | Round di qualificazione | 32-esimi                  | 16-esimi                  | Ottavi                    | Quarti                    | Semifinali                | Finale/ Finale per il bronzo | Pos.            |
| Atleta        | Evento      | Punteggio               | Seed                    | Avversario Seed Punteggio | Avversario Seed Punteggio | Avversario Seed Punteggio | Avversario Seed Punteggio | Avversario Seed Punteggio | Avversario Seed Punteggio    | Pos.            |
| ------------- | ----------- | ----------------------- | ----------------------- | ------------------------- | ------------------------- | ------------------------- | ------------------------- | ------------------------- | ---------------------------- | --------------- |
| Laura Paeglis | Individuale | 640                     | 44ª                     | Lopez (FRA) S (4-6)       | non qualificata           | non qualificata           | non qualificata           | non qualificata           | non qualificata              | non qualificata |

Misti
| Atleta                          | Evento        | Round di qualificazione | Round di qualificazione | 32-esimi                  | 16-esimi                  | Ottavi                    | Quarti                    | Semifinali                | Finale/ Finale per il bronzo | Pos. |
| Atleta                          | Evento        | Punteggio               | Seed                    | Avversario Seed Punteggio | Avversario Seed Punteggio | Avversario Seed Punteggio | Avversario Seed Punteggio | Avversario Seed Punteggio | Avversario Seed Punteggio    | Pos. |
| ------------------------------- | ------------- | ----------------------- | ----------------------- | ------------------------- | ------------------------- | ------------------------- | ------------------------- | ------------------------- | ---------------------------- | ---- |
| Peter Boukouvalas Laura Paeglis | Squadre miste | 1278                    | 26º                     | non qualificati           | non qualificati           | non qualificati           | non qualificati           | non qualificati           | non qualificati              | 26º  |

### Triathlon
Maschile
| Atleta         | Evento      | Nuoto  | Trans. 1 | Ciclismo | Trans. 2 | Corsa  | Totale   | Classifica |
| -------------- | ----------- | ------ | -------- | -------- | -------- | ------ | -------- | ---------- |
| Matthew Hauser | Individuale | 20'14" | 49"      | 52'26"   | 24"      | 30'24" | 1h44'17" | 7º         |
| Luke Willian   | Individuale | 22'09" | 54"      | 53'40"   | 25"      | 34'05" | 1h51'13" | 46º        |

Femminile
| Atleta                | Evento      | Nuoto  | Trans. 1 | Ciclismo | Trans. 2 | Corsa  | Totale   | Classifica |
| --------------------- | ----------- | ------ | -------- | -------- | -------- | ------ | -------- | ---------- |
| Sophie Linn           | Individuale | 23'56" | 54"      | 57'59"   | 28"      | 35'35" | 1h58'52" | 21ª        |
| Natalie Van Coevorden | Individuale | 24'18" | 56"      | 1'00'26" | 29"      | 36'52" | 2h03'01" | 42ª        |

Misti
| Atleta                | Evento         | Tempo         | Tempo   | Tempo           | Tempo   | Tempo        | Tempo         | Pos. |
| Atleta                | Evento         | Nuoto (300 m) | Trans 1 | Ciclismo (7 km) | Trans 2 | Corsa (2 km) | Totale gruppo | Pos. |
| --------------------- | -------------- | ------------- | ------- | --------------- | ------- | ------------ | ------------- | ---- |
| Luke Willian          | Gara a squadre | 4'14"         | 1'02"   | 9'36"           | 25"     | 4'58"        | 20'15"        | N.D. |
| Natalie Van Coevorden | Gara a squadre | 5'21"         | 1'10"   | 11'36"          | 27"     | 6'05"        | 24'39"        | N.D. |
| Matthew Hauser        | Gara a squadre | 4'24"         | 1'05"   | 9'36"           | 22"     | 5'01"        | 20'28"        | N.D. |
| Sophie Linn           | Gara a squadre | 5'01"         | 1'06"   | 10'56"          | 27"     | 5'58"        | 23'28"        | N.D. |
| Totale                | Gara a squadre | N.D.          | N.D.    | N.D.            | N.D.    | N.D.         | 1h28'50"      | 12º  |

### Tuffi
Maschile
| Atleta                            | Evento                 | Preliminari | Preliminari | Semifinale | Semifinale | Finale          | Finale          |
| Atleta                            | Evento                 | Punti       | Classifica  | Punti      | Classifica | Punti           | Classifica      |
| --------------------------------- | ---------------------- | ----------- | ----------- | ---------- | ---------- | --------------- | --------------- |
| Kurtis Mathews                    | Trampolino 3 m         | 399,20      | 8º Q        | 417,15     | 11º Q      | 383,40          | 10º             |
| Cassiel Rousseau                  | Piattaforma 10 m       | 453,10      | 7º Q        | 469,25     | 4º Q       | 481,00          | 4º              |
| Jaxon Bowshire                    | Piattaforma 10 m       | 390,30      | 14º Q       | 379,40     | 16º        | non qualificato | non qualificato |
| Cassiel Rousseau Domonic Bedggood | Trampolino 10 m sincro | N.D.        | N.D.        | N.D.       | N.D.       | 394,74          | 6º              |

Femminile
| Atleta                         | Evento                | Preliminari | Preliminari | Semifinale | Semifinale | Finale          | Finale          |
| Atleta                         | Evento                | Punti       | Classifica  | Punti      | Classifica | Punti           | Classifica      |
| ------------------------------ | --------------------- | ----------- | ----------- | ---------- | ---------- | --------------- | --------------- |
| Maddison Keeney                | Trampolino 3 m        | 337,35      | 2ª Q        | 334,70     | 2ª Q       | 343,10          | Argento         |
| Alysha Koloi                   | Trampolino 3 m        | 276,60      | 16ª Q       | 270,60     | 14ª        | non qualificata | non qualificata |
| Ellie Cole                     | Piattaforma 10 m      | 290,00      | 9ª Q        | 309,90     | 6ª Q       | 333,30          | 7ª              |
| Melissa Wu                     | Piattaforma 10 m      | 285,20      | 13ª Q       | 294,10     | 11ª Q      | 278,30          | 11ª             |
| Anabelle Smith Maddison Keeney | Trampolino 3 m sincro | N.D.        | N.D.        | N.D.       | N.D.       | 292,20          | 5ª              |

### Vela
Maschile
| Atleta                  | Evento | Regata | Regata | Regata | Regata | Regata | Regata | Regata | Regata | Regata     | Regata     | Regata | Regata | Regata | Regata | Regata | Regata | Punteggio Totale | Punteggio Netto | Classifica |
| Atleta                  | Evento | 1      | 2      | 3      | 4      | 5      | 6      | 7      | 8      | 9          | 10         | 11     | 12     | 13     | QF     | SF     | M      | Punteggio Totale | Punteggio Netto | Classifica |
| ----------------------- | ------ | ------ | ------ | ------ | ------ | ------ | ------ | ------ | ------ | ---------- | ---------- | ------ | ------ | ------ | ------ | ------ | ------ | ---------------- | --------------- | ---------- |
| Grae Morris             | IQFoil | 13     | DNS    | 10     | 9      | 1      | 7      | 2      | 1      | 9          | 2          | 4      | 7      | 8      | Bye    | Bye    | 2º F   | 98               | 60              | Argento    |
| Matthew Wearn           | Laser  | 12     | 2      | 1      | 10     | 1      | 2      | 10     | 10     | cancellata | cancellata | N.D.   | N.D.   | N.D.   | N.D.   | N.D.   | 2º Q   | 58               | 40              | Oro        |
| Jim Colley Shaun Connor | 49er   | 19     | 17     | 10     | 14     | 10     | 9      | 12     | 3      | 10         | 3          | 16     | 20     | N.D.   | N.D.   | N.D.   | EL     | 143              | 123             | 14º        |

Femminile
| Atleta                      | Evento       | Regata | Regata | Regata | Regata | Regata | Regata | Regata     | Regata     | Regata     | Regata     | Regata     | Regata     | Regata     | Regata     | Regata | Regata | Regata      | Punteggio Totale | Punteggio Netto | Classifica |
| Atleta                      | Evento       | 1      | 2      | 3      | 4      | 5      | 6      | 7          | 8          | 9          | 10         | 11         | 12         | 13         | 14         | QF     | SF     | M           | Punteggio Totale | Punteggio Netto | Classifica |
| --------------------------- | ------------ | ------ | ------ | ------ | ------ | ------ | ------ | ---------- | ---------- | ---------- | ---------- | ---------- | ---------- | ---------- | ---------- | ------ | ------ | ----------- | ---------------- | --------------- | ---------- |
| Breiana Whitehead           | Formula Kite | 12     | 5      | 7      | 6      | 9      | 8      | cancellata | cancellata | cancellata | cancellata | cancellata | cancellata | cancellata | cancellata | Bye    | 4ª     | non qualif. | 47               | 35              | 4ª         |
| Zoe Thomson                 | Laser Radial | 12     | 37     | 22     | 11     | 16     | 6      | 19         | 35         | 15         | cancellata | N.D.       | N.D.       | N.D.       | N.D.       | N.D.   | N.D.   | EL          | 173              | 136             | 20ª        |
| Evie Haseldine Olivia Price | 49er FX      | 6      | 8      | 16     | 7      | 11     | 3      | 20         | 10         | 9          | 10         | 10         | 12         | N.D.       | N.D.       | N.D.   | N.D.   | 18ª         | 140              | 120             | 9ª         |

Misti
| Atleta                      | Evento   | Regata | Regata | Regata | Regata | Regata | Regata | Regata | Regata     | Regata     | Regata     | Regata | Regata | Regata | Punteggio Totale | Punteggio Netto | Classifica |
| Atleta                      | Evento   | 1      | 2      | 3      | 4      | 5      | 6      | 7      | 8          | 9          | 10         | 11     | 12     | M      | Punteggio Totale | Punteggio Netto | Classifica |
| --------------------------- | -------- | ------ | ------ | ------ | ------ | ------ | ------ | ------ | ---------- | ---------- | ---------- | ------ | ------ | ------ | ---------------- | --------------- | ---------- |
| Rhiannan Brown Brin Liddell | Nacra 17 | 11     | 11     | 13     | 13     | 12     | 7      | 9      | 12         | 13         | 6          | 14     | 20     | EL     | 138              | 121             | 13º        |
| Conor Nicholas Nia Jerwood  | 470      | 6      | 20 UFD | 7      | 7      | 3      | 16     | 8      | cancellata | cancellata | cancellata | N.D.   | N.D.   | 12º    | 94               | 74              | 9º         |